# 香港賀歲煙花匯演

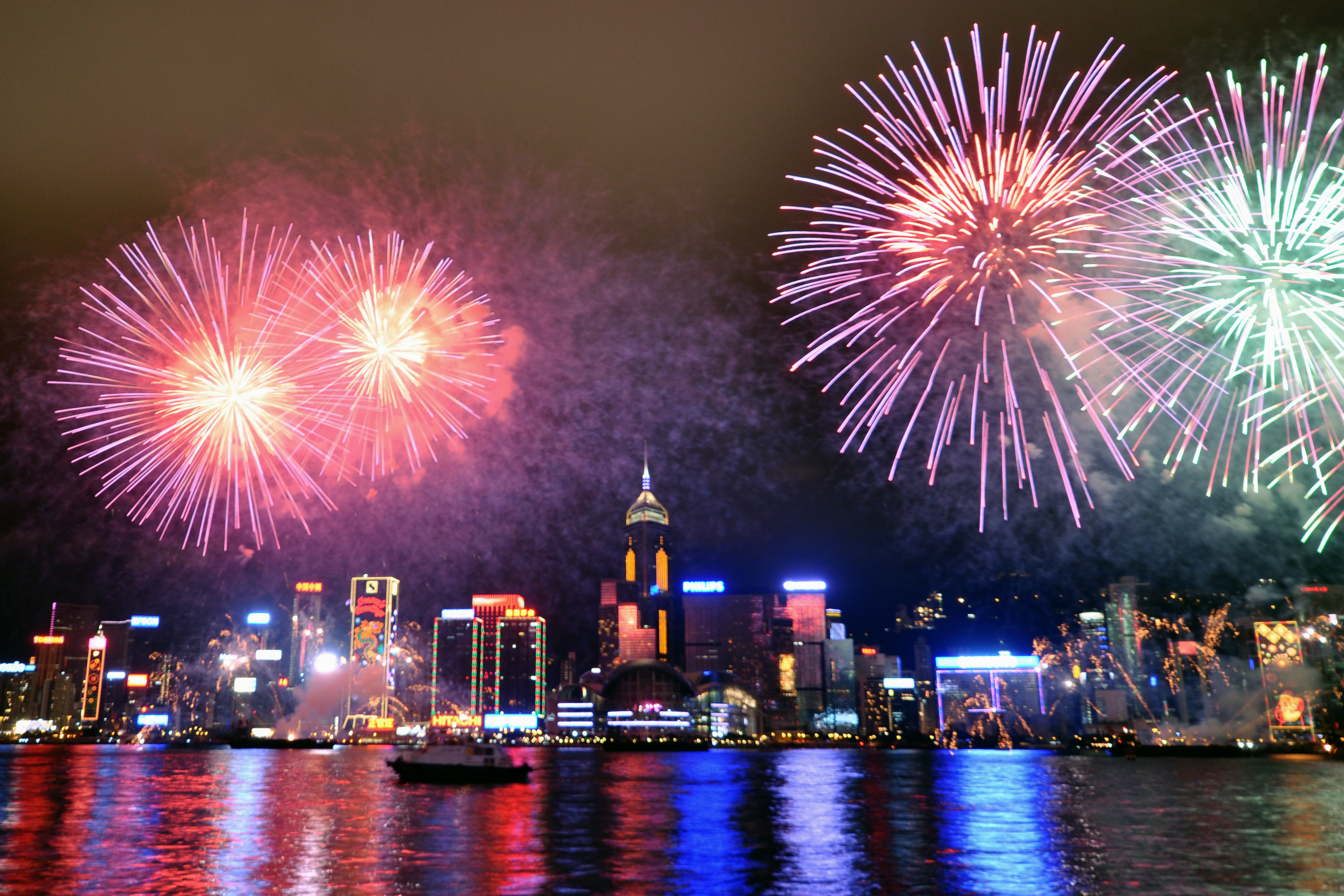
2012年香港賀歲煙花匯演

香港賀歲煙花匯演（英語：Hong Kong Lunar New Year Fireworks Display），為香港每年農曆新年的賀歲節目之一，首屆於1982年農曆正月初一晚上9時在維多利亞港舉行。該活動於1983年至1999年由香港市政局舉辦，2000年起由香港特別行政區政府的民政事務局及其後的文化體育及旅遊局統籌，並由康樂及文化事務署協助舉辦。自1985年起，賀歲煙花匯演在農曆正月初二晚上8時舉行，自1995年起，為香港新春花車巡遊之後，香港於踏入農曆正月後所舉行的第二個大型賀歲活動。
2018年因為在農曆新年前發生造成19人喪生的大埔公路雙層巴士翻側事故，該年的賀歲煙花取消。因應在2019年5月起的反修例事件及在2020年2月起的2019冠狀病毒病疫情，煙花匯演在2020年至2023年連續4年停辦，至2024年恢復舉行。

## 歷史
燃放煙花及爆竹慶祝新春是華人的傳統習俗，即使英國人也會在節慶時放煙花慶祝，過往香港並沒有法例禁止銷售及燃放煙花爆竹，直至1967年香港左派團體響應中國文化大革命發起六七暴動，鬥委會於7月發動造成大量無辜市民死傷的街頭炸彈襲擊浪潮，為阻止煙花爆竹內的火藥被利用為製作土製炸彈的材料，香港政府於1967年9月8日通過緊急法頒布《緊急措施（烟火）規則》禁止市民燃放及管有煙花爆竹，由於左派團體的連串炸彈襲擊導致香港市民惶恐不安，當時市民寧願放棄燃放煙花的習俗，也要阻止左派暴徒取得爆炸品，而煙花批發及零售商亦願意主動交出煙花換取補償金，港府在法例生效後的十日間便從市面收集到多達160噸煙花爆竹。六七暴動被平息後，一般市民管有煙花仍然被禁止，此後燃放煙花的活動都需要事先申請，1975年5月英女皇訪港，港府籌辦煙花匯演歡迎伊利沙伯二世蒞臨，是香港在1967年禁止燃放煙花後首次舉行煙花匯演。到了1982年，香港當時受到九七前途問題的困擾，香港經濟及社會氣氛都受到負面影響，當年適逢怡和洋行慶祝成立150周年，因此香港政府決定於該年的農曆正月初一晚，由怡和洋行贊助港幣110萬元在維多利亞港舉辦大型煙花匯演，以傳統習俗為香港節日增添喜慶，同時回應在六七暴動後有部分市民對觀賞煙花以至解除煙花禁令的訴求，當晚9時正舉行的煙花匯演共燃放了6000枚採購自11個國家的煙花彈，有多達100萬人在維多利亞港兩岸觀賞煙花匯演，還有200萬人觀看電視直播，不論是到現場觀賞還是通過電視直播觀看的觀眾，對比1982年526萬的香港人口都是十分可觀的觀眾人數。
由於首屆賀歲煙花匯演市民反應熱烈，香港政府決定在1983年的農曆正月初一晚上9時舉辦第二屆賀歲煙花匯演，並交由市政局主辦，怡和洋行亦繼續贊助第二屆。到1984年舉辦第三屆時由於怡和洋行拒絕繼續贊助，煙花匯演便由其他企業擔任贊助商，為了有更多時間疏導煙花匯演後回家的人潮，故此提早至晚上8時正舉行。及後由於港府考慮到公共交通機構在農曆大除夕深夜已經要加強服務，以疏導來往年宵市場的人潮，連續兩晚要公共交通加強服務容易造成服務人員疲勞，為了讓公共交通機構職工及警察有充分的休息，港府決定由1985年起將賀歲煙花匯演改為在正月初二晚上8時舉行。
由於每年煙花匯演已成為香港市民及訪港旅客的一個農曆新年主要賀歲節目，每年均吸引數十萬市民到維多利亞港兩岸觀賞。亦成為香港市民的焦點，故無綫電視翡翠台亦會作現場直播及安排藝員作旁述，供家庭觀眾及香港市民欣賞。另無綫電視高清翡翠台（2008年-2016年）、有線直播新聞台、奇妙電視「香港開電視」頻道及已結束免費電視廣播的亞洲電視本港台亦曾作現場直播，而煙花匯演的背景音樂亦會透過香港電台第四台、尖沙咀星光大道及灣仔金紫荊廣場的廣播系統作同步播放。
1989年亞洲電視換新的紅、藍、綠彩帶台徽；另一商營電視台無綫電視首次取消直播，並改為直播在廣州舉行之羊城賀歲萬家歡，而亞視則全程直播及名為《亞視煙花照萬家巨星獻禮》。

## 觀賞地點
煙花匯演在維多利亞港中央部份舉行，多艘躉船於灣仔及尖沙咀對開海面上停泊以發放煙花。
於煙花匯演舉行當日，灣仔區的港島北海濱長廊海旁、香港會議展覽中心外的金紫荊廣場，九龍尖沙咀香港文化中心、尖沙咀星光大道等地點於日間已有大量攝影愛好者守候以拍攝煙花匯演，警方會在這些地點實施封路措施。在鄰近地區可欣賞煙花的酒店、餐廳等亦大多滿座。
而隨著攝影文化普及及城市發展，近年亦有不少市民選擇到港島太平山、盧吉道觀景台、銅鑼灣避風塘一帶，以至九龍啟德郵輪碼頭、西九龍海濱長廊、紅磡海濱長廊、高速鐵路香港西九龍站外、以至東九龍扎山道一帶及何文田忠義街花園欣賞，2021年開幕的香港島東岸公園主題區及其波堤，亦被視為觀賞煙花的理想地點。

## 歷年資料

### 1982年
怡和洋行為慶祝成立150周年，贊助一百一十萬港元在維多利亞港舉行首屆煙花匯演。名稱為賀歲煙花耀香江。

### 1985年
東區走廊首段於1984年通車。是年施放煙花時首次封閉讓行人在橋上觀賞。

### 1988年
1988年龍子行贊助龍年賀歲煙花

### 1989年
亞洲電視在1988年被鄭裕彤及林百欣收購後更改台徽，並贊助了1989年的煙花匯演；無綫電視則取消直播，改為直播廣州的《羊城賀歲萬家歡十週年慶典》。

### 1991年
1991年2月16日舉行煙花匯演。煙花匯演完結後，香港小輪渡海輪「民來」號於維多利亞港與一艘遊艇相撞，導致2名外籍漢死亡，另外29人受傷。事後，海事處提交意外調查報告，建議於煙花匯演時加強海上交通管制。

### 1992年
中國旅行社集團贊助該年度的賀歲煙花。 定名為中旅煙花賀新歲

### 1993年
＊其士集團維港賀歲煙花匯演

### 1994年
中國銀行為慶祝在港發行鈔票，贊助了該年的煙花匯演。

### 1995年
1995年的賀歲煙花匯演於1995年2月1日星期三香港時間20:00於維多利亞港上空舉行，歷時為23分鐘。

### 1996年
1996年的賀歲煙花匯演，於1996年2月20日星期二香港時間20:00於維多利亞港上空舉行。是次煙花匯演由利豐集團贊助，耗資500萬港元，慶祝集團九十週年及農曆新年。是次煙花匯演由2艘雙體躉船發放合共12600枚煙花，共分3幕，歷時23分鐘。
- 3幕煙花分別命名為：
- 第1幕：貿易飛騰
- 背景音樂：中樂歌曲，渔舟唱晚，Adagio of Spartacus & Phrygia，Jupiter，西樂歌曲
- 煙花主題：鼓樂迎春，彩霞耀香江，大展鴻圖，漫天星輝，四海昇平

- 第2幕：今日香港
- 背景音樂：鳳陽花鼓，Dedicated Follower of Fashion，Money，真愛
- 煙花主題：萬象更新，雲裳放異彩，金玉滿堂，溫情洋溢慶團圓

- 第3幕：香港的璀璨明天
- 背景音樂：Lantern Festival Celebration，快樂頌，哈利路亞
- 煙花主題：錦繡前程，歡樂慶昇平，璀璨明天

- 煙花匯演影片 （页面存档备份，存于）

### 1997年
1997年的賀歲煙花匯演，於1997年2月8日星期六香港時間20:00於維多利亞港上空舉行。是次煙花匯演由粵海集團贊助，耗資800萬港元，以「粵港歡歌賀新歲　海天銀舞迎九七」為題。是次煙花匯演由5艘躉船發放合共22000枚煙花，共分3幕，歷時23分鐘，並有激光效果。
- 3幕煙花分別命名為：
- 序幕：粵港歡歌賀新歲

背景音樂：《職業特工隊》主題曲，春之序曲
煙花主題：吉歲迎牛，粵海獻瑞，萬家歡騰
- 第一幕：萬家吉慶樂滿堂

背景音樂：春之序曲，西樂歌曲
煙花主題：滿堂吉慶，喜氣洋洋，粵海呈祥，擂鼓鳴金，飛躍銀龍
- 間幕：天官賜福闔家歡

背景音樂：Down To The Moon
煙花主題：春滿乾坤，翩翩扁舞
- 第二幕：東方明珠展新姿

背景音樂：Festival Overture，Summon the Heroes
煙花主題：花開富貴，漫天星輝，虹霞彩霓，銀燕雙飛，彩石生輝，椰林娑影
- 間幕：都會風采譽全球

背景音樂：西樂歌曲
煙花主題：如意吉祥，錦繡華采
- 第三幕：星光熠熠天外天

背景音樂：第三類接觸，2001太空漫遊，星空奇遇2,星球大戰
煙花主題：鴻運當頭，火彗流螢，寰宇飛龍，飛躍星河，宇宙爭霸，火珠幻影，星河舞曲，漫天星采，流星螢火，群星漫舞，星際奇觀，天外飛仙
- 結幕：繽紛霓彩頌昇平

背景音樂：《天煞》配樂
煙花主題：天官賜福，金玉滿堂，雙喜臨門，流天星雨，浪漫奇緣，年年有餘
- 煙花匯演影片︰第一幕 （页面存档备份，存于）、第二幕 （页面存档备份，存于）、第三幕第一部份 （页面存档备份，存于）、第三幕第二部份 （页面存档备份，存于）

### 1998年
1998年的賀歲煙花匯演，於1998年1月29日星期四香港時間20:00於維多利亞港上空舉行，耗資680萬港元。是次煙花匯演由香港國際投資總商會、香港電訊和中國電信贊助，名題「戊寅年煙花賀新歲」。並由4艘躉船發放合共18000枚煙花，共分3幕，歷時23分鐘。
- 3幕煙花分別命名為：
- 第1幕：龍賀新歲慶團圓
- 背景音樂：豐收鑼鼓，花好月圓
- 煙花主題：吉歲迎春，滿堂吉慶，虎躍龍騰，闔家團圓，花團錦簇，萬家歡騰，飛花點翠，欣欣向榮，鴻運當頭，春滿乾坤

- 間幕：
- 背景音樂：Nightingale
- 煙花主題：火樹銀花

- 第2幕：網網相連天地歡
- 背景音樂：Star Trek - the Wrath of Khan，Contradanza，Star Trek - the Voyage Home
- 煙花主題：網網生輝，聲傳千里，萬星旖旎，火珠幻舞，星河舞曲，愛的呼喚，銀花霓影，寰宇奇觀，心心相連，飛躍星河

- 間幕：
- 背景音樂：Nightingale
- 煙花主題：火樹銀花

- 第3幕：福臨香江耀四海
- 背景音樂：金蛇狂舞，Imagine，命運（貝多芬第五交響曲）
- 煙花主題：福臨四海，丹霞似錦，鵬程萬里，五穀豐登，祥龍獻瑞，華燈飛舞，花開富貴，喜慶迎春，錦繡華采，萬象更新

- 煙花匯演影片 （页面存档备份，存于）

### 1999年
1999年的賀歲煙花匯演，於1999年2月17日星期三香港時間20:00於維多利亞港上空舉行。是次煙花匯演由香港廣東社團總會及觀瀾湖高爾夫球會贊助，名為「十景煙花迎福兔」。由6艘躉船發放合共31388枚煙花，共分10幕，歷時23分鐘。
- 10幕煙花分別命名為：
- 第1幕：一片光華迎新歲，配樂為 Santorini
- 第2幕：二道彩霞裕香江，配樂為 Santorini
- 第3幕：三星拱照添喜慶，配樂為 Santorini
- 第4幕：四海名揚頌祥和，配樂為 Standing in Motion
- 第5幕：五彩繽紛耀輝煌，配樂為 Standing in Motion
- 第6幕：六六無邊宏圖展，配樂為 Nostalgia
- 第7幕：七色祥雲顯萬機，配樂為 新年頌樂曲
- 第8幕：八方雷動慶歡騰，配樂為 中樂歌曲
- 第9幕：九洲方圓賀千禧，配樂為 黃河協奏曲
- 第10幕：十全十美共團圓，配樂為 黃河協奏曲

- 煙花匯演影片 （页面存档备份，存于）

### 2000年
2000年的賀歲煙花匯演，於2000年2月6日星期日香港時間20:00於維多利亞港上空舉行，是次煙花匯演由天網娛樂贊助，名為「千禧煙花迎瑞龍」。耗資300萬港元，由3艘躉船發放合共20000枚煙花，共分8幕，歷時23分鐘。
- 8幕煙花分別命名為：
- 序幕：千禧盛世燃點希望
- 第1幕：金龍獻瑞共賀新禧，配樂為 瑞龍越千年 - 美國千禧年新曲之一
- 第2幕：綠色世紀飛昇國際，配樂為 跨越新世紀 - 美國千禧年新曲之二
- 第3幕：千禧年代樂響昇平，配樂為 千禧新年代 - 美國千禧年新曲之三
- 第4幕：龍舞九天時空震撼，配樂為 獅子舞曲 - 中國慶新春民樂曲
- 第5幕：星光燦爛再耀香江，配樂為 時代光芒聚此刻 - 美國千禧年新曲之四
- 第6幕：翻飛卓越豪情天縱，配樂為 香港千禧獻繽紛 - 小提琴協奏曲
- 第7幕：繽紛幻彩光照未來，配樂為 光輝美好的未來-電影《羅賓漢》歌曲
- 第8幕：萬家歡騰喜迎瑞龍，配樂為 舉世慶歡騰 - 美國千禧年之歌

- 煙花匯演影片 （页面存档备份，存于）

### 2001年
2001年的賀歲煙花匯演，於2001年1月25日星期四香港時間20:00於維多利亞港上空舉行。是次煙花匯演由四洲集團贊助，耗資港幣700萬元，並以「四季平安福滿城　洲洋萬里賀新禧」為題。由4艘躉船發放22888枚煙花彈，共分12幕，歷時23分鐘。
12幕煙花分別命名為：
- 第1幕：四季平安福滿城，配樂為《星球大戰插曲》（Augle's Great Municipal Band）
- 第2幕：洲洋萬里賀新禧，配樂為《帝王舞曲》（Lord of the Dance）
- 第3幕：世紀豪情展姿采，配樂為《第一天》（Day One）
- 第4幕：盛世時空愛滿載，配樂為《人類的歷程》（Journey of Men）
- 第5幕：震撼馳騁激情夜，配樂為《火舞狂瀾》（River Dance）
- 第6幕：四洲騰飛新世紀，配樂為《一生一火花》
- 第7幕：紅日拱照耀香城，配樂為《花花宇宙》
- 第8幕：彩環歡聚慶團圓，配樂為《周末狂熱》
- 第9幕：萬花錦繡顯新機，配樂為《霧之戀》
- 第10幕：雷鳴花開豔陽天，配樂為《越夜越有機》
- 第11幕：繁花似錦舞雷霆，配樂為《全日愛》
- 第12幕：攜手跨越新時代，配樂為《停不了的動感》（Standing in Motion）

- 煙花匯演影片︰第一至三幕 （页面存档备份，存于）、第四至七幕 （页面存档备份，存于）、第八至十二幕 （页面存档备份，存于）

### 2002年
2002年的賀歲煙花匯演名為「賀歲煙花迎駿馬」，於2002年2月13日星期三香港時間晚上8時於維多利亞港上空舉行。是次煙花匯演由香港廣東社團總會贊助，耗資250萬港元，並由1艘躉船及8艘浮船發放21800枚煙花彈，共分12幕，歷時23分23秒。
12幕煙花分別命名為：
| 幕次             | 時間              | 配樂                                          |
| 第1幕：躍馬迎春  | 20:00:00-20:02:05 | 一馬當先 （William Tell Overture）            |
| 第2幕：捷報頻傳  | 20:02:05-20:03:58 | 世界杯 （The Cup of Life）                    |
| 第3幕：奧運精神  | 20:03:58-20:05:19 | 奧運精神 （The Olympic Spirit）               |
| 第4幕：光明前景  | 20:05:19-20:07:02 | 勝利 （Victory）                              |
| 第5幕：堅貞浪漫  | 20:07:02-20:09:36 | 永誌不渝 （Time To Say Goodbye）              |
| 第6幕：三陽開泰  | 20:09:36-20:10:53 | 新年頌 （Happy New Year）                     |
| 第7幕：普天同慶  | 20:10:53-20:12:46 | 普天同慶 （Joyful To The World）              |
| 第8幕：如意吉祥  | 20:12:46-20:14:19 | 托卡塔賦格曲 （Toccata And Fugue in D Minor） |
| 第9幕：百花齊放  | 20:14:19-20:15:54 | 花之二重唱 （Flower Duet）                    |
| 第10幕：蝴蝶飛舞 | 20:15:54-20:18:44 | 蝴蝶飛舞 （Butterfly Dance）                  |
| 第11幕：祖國萬歲 | 20:18:44-20:20:37 | 萬歲 （Viva）                                 |
| 第12幕：宏圖大展 | 20:20:37-20:23:23 | 羅賓漢之澎湃旋律 （Theme from Robinhood）     |

- 煙花匯演影片 （页面存档备份，存于）

### 2003年
2003年的賀歲煙花匯演名為「四洲喜洋洋煙花大匯演」，於2003年2月2日星期日香港時間晚上8時於維多利亞港上空舉行。是次煙花匯演由四洲集團贊助，耗資400萬港元，並由1艘躉船及8艘浮船發放30000枚煙花彈，共分8幕，歷時23分鐘。
8幕煙花分別命名為：
- 第1幕：喜氣洋洋遍四洲，配樂為《全城之寶》
- 第2幕：火舞衝天慶團圓，配樂為《火焰》
- 第3幕：萬紫千紅暖萬家，配樂為《鳳陽花鼓》
- 第4幕：歡樂人間笑哈哈，配樂為《莫札特Sonata A》
- 第5幕：八面玲瓏喻吉祥，配樂為《孖寶668》
- 第6幕：黃金滿天灑香江，配樂為《貝多芬協奏曲》
- 第7幕：金光閃閃福滿門，配樂為《福音》
- 第8幕：飛躍羚羊慶豐收，配樂為《大豐收》

### 2004年
2004年的賀歲煙花匯演名為「靈猴賀歲煙花匯演」，並以「靈猴躍動香江百業旺　新界工商禮花賀新歲」為題，於2004年1月23日星期五香港時間晚上8時於維多利亞港上空舉行。是次煙花匯演由香港新界工商業總會贊助，耗資超過500萬港元，並由3艘躉船發放共16688枚煙花彈，共分10幕，歷時23分鐘。
10幕煙花分別命名為：
- 第1幕：動感之都，配樂為《帝王舞曲》（Lord of the Dance）
- 第2幕：財源廣進，配樂為《四喜臨門喜迎春》
- 第3幕：CEPA機遇，配樂為《奇蹟》
- 第4幕：闔家同歡，配樂為《新春樂》
- 第5幕：衝刺，配樂為《賽馬》
- 第6幕：凱旋而歸，配樂為《太空漫遊》（2001：A Space Odyssey）
- 第7幕：冒險勇闖，配樂為《火星神話》（Mythodea）
- 第8幕：大放異彩，配樂為《火龍》
- 第9幕：花好月圓，配樂為《康定情歌》
- 第10幕：香江興旺，配樂為《流金歲月》（Nostalgia）

當年的煙花雖然受下雨及天氣寒冷影響，但仍有約28萬人到維港兩岸欣賞，而康文署在香港文化中心外收集了1.5噸垃圾，其中半噸在地面拾執，整體較去年少3.5噸。香港新界工商業總會主席溫學濂認為觀賞人數較少與下雨及天氣冷有關。不過，他滿意今次表演，並不排除繼續贊助。另外，2名在躉船上發放煙花的工人分別被煙花碎片擊中背部及頭部，被送往瑪麗醫院，幸無大礙。

### 2005年
2005年的賀歲煙花匯演名為「理文造紙．萬事勝意煙花大匯演」，於2005年2月10日星期四香港時間20:00於維多利亞港上空舉行。是次煙花匯演由理文造紙贊助，耗資480萬港元，並由4艘躉船發放共22888枚煙花彈，共分9幕，歷時23分鐘。
9幕煙花分別命名為：
- 第1幕：龍鳳呈祥，配樂為《Wonderland》
- 第2幕：花團錦簇，配樂為《New world symphony》
- 第3幕：八星報喜，配樂為《八星報喜賀賀喜》
- 第4幕：創意無限，配樂為《Key to Imagination》
- 第5幕：天天進步，配樂為《Bond    Allegretto》
- 第6幕：豁達心靈，配樂為《Bond Lullabye》
- 第7幕：和諧共處，配樂為《Pastoral Symphony》
- 第8幕：竹報平安，配樂為《Mona Lisa Overdrive》
- 第9幕：新春大合奏，配樂為《Farandolle from L'Arlesienne》

### 2006年
2006年的賀歲煙花匯演以「靈犬吉祥煙花耀香港　工商專業齊旺喜迎春」為題，於2006年1月30日星期一香港時間20:00於維多利亞港上空舉行。是次煙花匯演由香港工商專業協進會贊助，耗資超過300萬港元，並由3艘躉船發放共23888枚煙花彈，共分10幕，歷時23分17秒。
| 幕次                                               | 時間              | 內容介紹 | 備註 |
| 第1幕：財神到 配樂：財神到 原唱：許冠傑            | 20:00:00-20:02:16 | 射上天上的光珠，分成發光層和發聲層，發光層組成了財神的笑臉；而發聲層則令財神出現笑聲。財神的笑臉和笑聲，寓意香港的經濟的旺盛和笑臉再現。而「8」字形的煙花和紅色的遊星煙花，則代表著財神所派的利是。                            |      |
| 第2幕：歡樂年年 配樂：歡樂年年 原唱：杜德偉/葉倩文 | 20:02:17-20:04:12 | 漫天的煙花令天空五光十色，歡樂的氣氛從天而降，散落到各家各戶，像鑽石般閃閃生輝的煙花，寓意有情人終成眷屬，家和萬事興，人人歡樂，歡樂年年。                                                                                     |      |
| 第3幕：恭喜發財 配樂：恭喜發財 原唱：劉德華        | 20:04:13-20:06:03 | 傳統上，中國人在農曆新年都會燒炮仗討彩頭，此幕煙花以一連串的炮仗聲作開場，寓意「炮竹一聲除舊歲，桃門萬戶慶新春」。煙花所發出的聲音像燒炮仗般，祝願所有香港人都開開心心，人人發大財。                                           |      |
| 第4幕：動感之都 配樂：動感之都                     | 20:06:04-20:08:25 | 此幕煙花好像用了不同顏色的彗星，在維港上空不停地舞動，再配合節奏明快的背景音樂，帶出一個祥和的景象，生氣勃勃。這一幕鮮明奪目、色彩繽紛的煙花，象徵著香港這「動感之都」，伸出雙手來喜迎來自世界各地的賓客。                     |      |
| 第5幕：綠野仙蹤 配樂：綠野仙蹤                     | 20:08:26-20:10:33 | 煙花在維多利亞港上空劃出一道彩虹，寓意香港雨後變彩虹，明天會更好。五光十色的錦冠煙花，好像令大家置身於一個夢幻世界裡，令所有人都忘記煩惱，一嘗人間仙境的感覺，現場環境頓時變得寧靜。                                           |      |
| 第6幕：希望 配樂：希望 原唱：陳慧琳                | 20:10:34-20:12:13 | 這一幕煙花以藍色為主，是第一次在香港煙花匯演中出現的「湖水藍鑽石煙花」，而煙花在300米高空灑落水面，令場面十分壯觀。 |      |
| 第7幕：讓奇妙飛翔 配樂：讓奇妙飛翔 原唱：張學友    | 20:12:14-20:15:00 | 一枝枝金色「馬尾草」煙花點到水面，就好像神仙棒般在維多利亞港的夜空一揮，而變得閃閃生輝。就像香港的經濟般振翅高飛，每一個香港人都共同擁有美好的時光，所有人的夢想都可成真。                                                     |      |
| 第8幕：月光河流 配樂：Moon River                   | 20:15:01-20:16:49 | 高處銀光閃閃的煙花，襯托著在低處的棕櫚樹煙花及銀色拉手煙花，就好像在維多利亞港上泛舟，樹影婆疏，一縷縷像瀑布的煙花像徐徐飄降，形成一個銀色的世界。祝願各位金銀滿屋，富貴榮華。                                                 |      |
| 第9幕：我的驕傲 配樂：我的驕傲 原唱：容祖兒        | 20:16:50-20:19:53 | 不同形式的煙花，把香港無數的驕人故事表達出來。隨風飄降的煙花，就好像皇冠加冕一樣，讓香港市民為自己和香港的成就感到驕傲。 |      |
| 第10幕：成功在望 配樂：Bond Victory                | 20:19:54-20:23:17 | 煙花將配合著激昂的音樂，在最後3秒同時發放多達300響禮炮，把整晚的煙花匯演推向高潮。一浪接一浪萬紫千紅的煙花，令整個維港營造了一片喜氣洋洋的氣氛，寓意香港人再創佳績，更上一層樓，並希望世界和平，全世界的人都可享受繁榮和富強。 |      |

由於舉行當晚維港上空無風，令是次煙花匯演舉行至中段時有煙霧籠罩，部份在場觀眾認為影響煙花發放的效果，但整體仍屬滿意。警方估計有超過35萬人到維港兩岸欣賞，較預期中的50萬人為少。28萬8千人在尖沙咀欣賞，另有67,000人到香港島沿岸觀看。而康文署表示，有八萬多名市民及遊客，到香港文化中心廣場及星光大道一帶觀賞賀歲煙花，並收集了550公斤的垃圾，在半小時內清理完成。

### 2007年
2007年的賀歲煙花匯演名為「慶祝香港回歸10周年暨丁亥年新春煙花大匯演」，於2007年2月19日（星期一）香港時間20:00於維多利亞港上空舉行。是次煙花匯演由香港廣東各級政協委員聯誼會贊助，耗資400萬港元，並由3艘躉船發放共23,888枚煙花彈，共分12幕，歷時23分08秒。

### 2008年
2008年的賀歲煙花匯演名為「京港同心2008春節維港煙花匯演」，於2008年2月8日星期五香港時間20:00於維多利亞港上空舉行。是次煙花匯演由駿豪集團旗下觀瀾湖高爾夫球會及新昌營造聯合贊助，耗資700萬港元，並由4艘躉船發放逾40000枚煙花彈，共分10幕，歷時23分鐘25秒。

### 2009年
2009年的賀歲煙花匯演主題為「喜迎祖國六十祝榮壽　樂見牛年煙花賀新歲」，於2009年1月27日星期二香港時間20:00於維多利亞港上空舉行。是次煙花匯演由香港廣東各級政協委員聯誼會贊助，耗資超過500萬港元，並由3艘躉船發放共23888枚煙花彈，共分10幕，歷時23分鐘10秒。
| 幕次                                         | 時間              | 內容介紹 | 備註 |
| 第1幕：恭喜發財 配樂：恭喜發財 原唱：劉德華  | 20:00:00-20:01:50 | 「炮竹一聲除舊歲」，一連串熱鬧、響亮的炮仗聲為（己丑）2009金牛年展開序幕。否極泰來，經濟漸趨穏定，香港是一片福地。紅色「8」字高掛天空，意味牛年經濟暢旺，越來越好，只要努力不懈，有著堅毅的信心。首次發放「牛」字樣，你喜愛的金「牛」從天而降！牛市悄悄到來，人人發財！                                                                                          |      |
| 第2幕：財神到 配樂：財神到                   | 20:01:55-20:04:11 | 送完金牛，財神再送你「金元寶」。高空中拼出一幅富貴牡丹圖給大家，有「大綿冠牡丹」、「引光菊花」及「紅綠大炸裂」。七彩繽紛，祝愿大家生活安定，闔家幸福，社會和諧，同心拹力，共迎「財神到」！ |      |
| 第3幕：歡樂年年 配樂：歡樂年年               | 20:04:16-20:06:10 | 「一元復始，萬丈更新」，大紅的「吉」字在天空上大幅度綻放。一群群生機勃勃的「蝴蝶」、「蜜蜂」、「螢火蟲」在繽紛的「紅、綠、紫色子母彈」花叢中起舞，像徵在締造生生不息的生命力，看得人心花怒放。 |      |
| 第4幕：花開富貴 配樂：春之聲圓舞曲           | 20:06:15-20:08:15 | 「冬天到了，春天還會遠嗎？」天空中帶給大家一個春天來臨的訊息，在輕快的旋律中，充滿著生氣，散發出陣陣的花香。「拉手花」、「金波變彩色櫻花」、「穿梭帶環」、「大麗花」及「皇冠菊」把花園一角的景致盡收眼簾。 |      |
| 第5幕：大愛世界 配樂：橄欖的頸鏈（El Bimbo） | 20:08:20-20:09:53 | 延續奧運精神，向世界傳出大愛，「十年樹木，百年樹人」，建立是需要大家用心的栽培，才可以享有美好的果實。音樂是世界共通的語言，用音樂把橄欖皇冠送到世界角落，把愛心傳到世界各地。見證「鐵樹」開花這特別的一刻；其他的花卉亦茂密盛開：「綠暗金游星」、「菊花帶紫環」、「大麗花帶閃蕊」及「游星」在七彩天空盪漾著。                                                   |      |
| 第6幕：新春新希望 配樂：希望 原唱：陳慧琳    | 20:09:58-20:11:36 | 「人間有情，人間就有希望」，天空中徐徐打出「天使秀髮」煙花，絲絲的落在人間，帶著微笑，攜著「紅綠閃爍」的煙花，沐浴大地，譜出一片和諧的樂章。春回大地。 |      |
| 第7幕：預祝東亞運動會成功 配樂：衝出世界     | 20:11:41-20:14:08 | 香港成功申辦2009年東亞運動會，又再掀起一股運動的熱潮。全民運動，強身健體更積極。激昂的「銀色波浪環」、「旋龍帶彩色拉手」、「花冠帶環」比喻健兒們矯健的身手，越拼、越勇、越快。「台上一分鐘，台下十年功」，請為我們亞洲的運動員們喝彩及預祝東亞運動會順利成功！                                                                                                   |      |
| 第8幕：人人都是大贏家 配樂：Bond Victory     | 20:14:13-20:16:41 | 煙花匯演漸漸進入高潮。只要盡力拼博，人人都是大贏家！成功源於永不放棄。熣燦的煙花，高速的發放，「中國巨雷」、「七彩變色菊」、「五片花帶蕊」、「引光帶蕊」及「超級炸響」，拼發無比的動力，鼓動人心，期望2009年將更好，更成功！ |      |
| 第9幕：春天的故事 配樂：春天的故事           | 20:16:46-20:20:04 | 30年前（1979年）的春天，一個巨人喚醒了神州大地，開拓了波瀾壯闊的新時代。「紅、檸檬黃、橙、青草綠、湖水藍閃爍」及「巨形銀閃爍絮柳」，在天空中綻放。象徵著中國開放改革三十年在國際間崛起並漸露光芒。「春天的故事」展現中國的大江南北盡是美好景色，「東方風來滿眼春」。                                                                                             |      |
| 第10幕：歌唱祖國 配樂：歌唱祖國              | 20:20:09-20:23:10 | 「四廂花影怒放潮，四山花影下如潮」，猶如「煙花」盛放如潮。這一幕滿佈首次發放的紅色「六」、「十」字樣，象徵今年乃新中國建國60週年的大喜日子及甲子榮壽。高速，大密度的「飛躍龍門」、「雙喜花瓣」、「千個拉手」及最後60秒排山倒海震憾的「禮炮」發放，配合雄壯的歌唱祖國，把整個匯演推至最高峰。祝愿中國富強，香港繁榮，人人生活安定，身體健康，萬事如意，恭喜發財！ |      |

### 2010年
2010年的賀歲煙花匯演主題為「萬彩光華耀維港」，於2010年2月15日星期一香港時間20:00於維多利亞港上空舉行。是次煙花匯演由香港東莞同鄉總會及同珍醬油贊助，耗資600萬港元，由3艘躉船發放共23888枚煙花彈，共分9幕，歷時23分鐘。
| 幕次                                                   | 時間              | 內容介紹 | 備註 |
| 第1幕：同賀珍歲 配樂：恭喜發財 原唱：劉德華            | 20:00:00-20:01:56 | 爆竹一聲除舊歲，煙花轟天響，猶如猛虎嘯聲，為庚寅虎年賀歲煙花展開序幕。「魚兒」圖案和「8」字在海上躍動，寓意香港人新一年如魚得水，由年頭發到年尾，粒粒黃豆如黃金般在天空中灑落起舞。                                                                    |      |
| 第2幕：財源廣進 配樂：財神到                           | 20:02:01-20:04:33 | 猛虎亮相，虎虎生威，十分威武，在維港夜空上探出頭來，象徵香港今年銳不可擋。無數「金色元寶」從天而降，配合「紅色吉字」猶如財神降臨，大家財源滾滾。 |      |
| 第3幕：生機處處 配樂：春節序曲                         | 20:04:37-20:07:11 | 春意濃濃，繁花盛放。「雙托花瓣」、「鐵樹」、「金色光帶」、「七彩游星」等煙花在維港高空綻放，寓意香港今年生機處處。 |      |
| 第4幕：推向高峯 配樂：皇家焰火音樂                     | 20:07:14-20:09:20 | 香港人勤勞不懈，有勇於拼搏精神。夜空中「紅緣遊星帶銀閃芯」、「大麗花」、「蜘蛛網」煙花在維港上空舞動，七彩繽紛的環型煙花，猶如香港人不懼逆境，充滿活力，在黑夜中盡展光茫，把現場的氣氛推至高峰。                                                       |      |
| 第5幕：莞港情懷 配樂：和蘭花在一起                     | 20:09:24-20:11:24 | 東莞市花白玉蘭，與香港市花洋紫荊一起共舞，象徵莞港連根，從地上到天空中，共同散發耀眼光彩。一束束紅色煙花，代表當地盛產物荔枝。東莞同鄉在此祝願每個香港人好像荔枝豐碩磊磊，享受著豐收的成果。                                                           |      |
| 第6幕：活力香港 配樂：克羅地亞狂想曲                   | 20:11:30-20:14:20 | 香港人經歷金融海嘯、人類豬流感等，好不易過，幸好上下一心渡過難關。「拉手系列」煙火在空中高速跳動，「蝴蝶」煙花也在繽紛起舞，伴著此起彼落的爆烈聲，象徵香港充滿活力。                                                                                   |      |
| 第7幕：喜迎世博 配樂：城市（世博倒計時一周年紀念歌曲） | 20:14:24-20:17:30 | 上海世博在即，舉國歡騰。「EXPO」、「2010」的圖案在空中發放，「紅、綠、金、橙、藍」五彩金粉煙花散落，閃爍繽紛，熱鬧非常，祝福世博成功！揚威世界！ |      |
| 第8幕：偉大祖國 配樂：國家                             | 20:17:34-20:20:16 | 今日祖國強盛，快樂人民的「笑臉」圖案高高掛在空中。得到國家的護蔭，長三角、珠三角未受全球金融危機的影響。這一幕「拉手菊」煙花，展示中國人手牽手，團結一致，「錦冠大遊蹤帶銀響」的煙花，打出清脆響亮的喝采聲，祝願祖國興盛。                             |      |
| 第9幕：歡樂年年 配樂：大峽谷                           | 20:20:20-20:23:00 | 「金垂柳」、「炸裂落葉」、「金磚」、「太陽花」及「銀樹」煙花爆發。最後45秒高速發放「超級禮炮」和三段代表國家的「紅色」、黃皮膚的「黃色」及面向世界的「綠色」煙花。煙花場面非常震撼，蕩氣回腸。代表著香港踏入虎年，人人健康快樂，世界和平，虎年行好運。 |      |

### 2011年
2011年的賀歲煙花匯演主題為「香港海南商會: 『煙花賀歲慶團圓 ‧ 百川匯海共發展』」為題，於2011年2月4日星期五香港時間20:00於維多利亞港上空舉行。是次煙花匯演由香港海南商會贊助，耗資680萬港元，由4艘躉船發放共31,888枚煙花彈，共分8幕，歷時23分鐘23秒。
| 幕次                                              | 時間              | 內容介紹 | 備註 |
| 第1幕：恭喜發財 配樂：恭喜發財 原唱：劉德華       | 20:00:00-20:01:52 | 炮竹一聲除舊歲，新的一年在一片紅色「炮仗花帶炸芯」及嚮炮聲中展開序幕。應節的《恭喜發財》歌聲中綻放出紅色的「8字帶金絲柳環」，寓意人人金錢滿屋，心想事成！ |      |
| 第2幕：金兔迎春 配樂：繼續微笑 原唱：許冠傑       | 20:01:53-20:04:29 | 八個活潑可愛的「小兔臉」不斷發放，恭迎新春的蒞臨。緊接「笑臉」隨著樂章為這一幕添上新年歡樂的氣氛。在這一幕完結前，高空中梅花間竹地打出「小兔臉」及「2011」，祝願眾人在2011年繼續微笑！ |      |
| 第3幕：椰風海韻 配樂：請到天涯海角來              | 20:04:30-20:05:35 | 熱情的海南島歡迎您到來。天空中打出一顆一顆七彩繽紛的「椰子樹」，椰林樹影充滿度假快樂的氣氛。另一方面，海南島也是我國的經濟重點開發區，定必是百花齊放。像五光十色的煙花一樣，充滿刺激和燦爛，也代表熱情好客的海南人民以笑臉恭候海內外遊客。                                                                       |      |
| 第4幕：和諧共享 配樂：阿拉木汗                    | 20:05:36-20:08:38 | 中國具有五千年的歷史文化，擁有多個少數民俗，不分疆界，團結和諧，共創香港溫情大家庭。璀璨的「金錦冠」及「牡丹花」一起慶祝新春喜慶。 |      |
| 第5幕：愛在香港 配樂：愛在香港                    | 20:08:39-20:11:52 | 這一幕充滿著「銀、金、紅、橙及檸檬黃閃爍」。隨著音樂，高空中打出「I ♥HK」字樣，分別發放兩段，每段16次，務求觀眾可以成功看到。 |      |
| 第6幕：喜慶團圓 配樂：天歆珍藏                    | 20:11:53-20:16:50 | 天上打出「椰芯子母彈」及「旋龍帶彩芯」，猶如父母愛子女的心無微不至。這些珍藏要多好珍惜，並寓意團團圓圓的美好祝願。 |      |
| 第7幕：銀花耀港 配樂：公主徹夜未眠                | 20:16:51-20:19:42 | 在新春佳節，車水馬龍。「錦冠大遊蹤」煙花在天空中大鳴大放，接著「大金柳」隨風飄送。這一幕小高潮以18秒高速打出「錦冠柳」和「旋龍飛舞」，煙花如銀花傾瀉，光耀維港，代表香港這不夜城永遠光芒萬丈。 |      |
| 第8幕：瑞氣呈祥 配樂：1812 Overture Op.49 Extract | 20:19:43-20:23:23 | 此幕以排山倒海的管弦樂樂章伴著震撼的「大炮」煙花作開始。繼而，輕柔的「紅、綠、金游星」在半空中浮動，與開始的炮聲形成強烈對比。最後68秒，一公里的煙花屏幕由紅、金、綠、藍四種顏色組成，然後四種顏色融合成一個彩色的嘉年華。在強勁的音樂下，賀歲煙花匯演完滿結束。祝願中國及香港市民身心康健，萬事如意，瑞氣呈祥！ |      |

有關方面為隆重其事，特設「煙花賀歲慶團圓」攝影比賽 （页面存档备份，存于），以2011年賀歲煙花匯演為攝影主題，並表現在璀璨的煙花下香港繁榮安定，市民共慶豐年的和諧景象作評選準則。

### 2012年
2012年的賀歲煙花匯演名為「壬辰2012年『龍珠獻瑞萬家歡』維港新春煙花大匯演」，並以「龍珠獻瑞萬家歡」為題，於2012年1月24日星期二香港時間20:00於維多利亞港上空舉行。是次煙花匯演由灣仔中西區工商業聯合會贊助，耗資888萬港元，由4艘躉船發放共39,898枚煙花彈，共分8幕，歷時23分鐘03秒。
| 幕次                                                                    | 時間              | 內容介紹 | 備註 |
| 第1幕：財神到 配樂：財神到 原唱：許冠傑                                 | 20:00:00-20:02:16 | 爆竹一聲除舊歲，代表我們已經踏入新的一年，加上隆隆的炮仗聲，正式為龍年賀歲煙花揭開序幕。空中大量打出「紅色、藍色、綠色金穗環8字」，「金元寶」煙花亦在空中綻放，率先向大家拜年。這一幕寓意財神已經來到維港上空，希望大家名利雙收，事事稱心如意。 |      |
| 第2幕：皆大歡喜 配樂：皆大歡喜 原唱：薛家燕                             | 20:02:21-20:04:25 | 這一幕煙花的形態是以花為主題，在維港上空帶出百花盛放的景象，寓意香港百業興旺，百花齊放。一片片「雙托雙變色菊花」及「變色富貴花」在維港上空燦爛綻放，寓意香港人時時刻刻都可以充滿正能量，就算遇到困難或挫折都可以積極面對。無論將來遇到任何事情都要有樂觀的心和態度，就可以笑口常開，迎刃而解。 |      |
| 第3幕：春天的故事 配樂：春天的故事 原唱：董文華                         | 20:04:30-20:07:50 | 香港回歸祖國十五周年。香港能夠平穩發展，社會繁榮安定，有賴一國兩制的成功實踐。紅色、金色、綠色、橙色、銀色的煙花閃耀夜空，寓意在新春的時候有好的希望。 |      |
| 第4幕：飛龍在天 配樂：龍的傳人 原唱：王力宏                             | 20:07:55-20:10:49 | 這一幕會有長達一千米的彩龍煙花，在維港上空飄移飛舞，再加上耳熟能詳的《龍的傳人》，象徵中國盛世在世界中飛舞。四艘躉船串連一起發放煙花，煙花形成一條巨大彩龍，一時向西，一時向東，有時更會一分為二，在維港中央向兩邊伸延飛舞。這一幕正正寓意香港這一個中西文化交匯的國際都市，貫穿了中西文化，向世界張開友誼之手。 |      |
| 第5幕：龍飛鳳舞 配樂：With An Orchid （和蘭花在一起） （雅尼作品）      | 20:10:54-20:14:22 | 香港是一個高速發展的都市，並且擁有世界級的城市建設，但是在城市發展下，仍能保留七成五的郊野用地。就算大家多忙，都可以享受到翠綠的自然環境，在亞洲地區來說真是難能可貴。這一幕煙花就是藉着盛放「五層彩環」、「拉手環帶芯」及「彩色花芯」，象徵我們可以開開心心生活在充滿色彩豔麗花卉的環境中，在新的一年都可以保持強烈的環保意識，可以讓我們的新一代有一個更美好的生活環境。                                           |      |
| 第6幕：百般武藝 配樂：功夫熊貓                                          | 20:14:27-20:16:49 | 「時雨錦冠」、「大麗花帶芯」、「五片花帶芯」及「彩色牡丹」等煙花在維港上空綻放。花開遍天，展示香港充滿多姿多彩的生活，充滿活力的國際都市。香港這一個自由而開放的國際都市，在健全的法制之下，自由經濟，開放社會，不僅令多元文化共融，亦造就了各行各業精英輩出。香港長久以來經歷了無數的風吹雨打，以樂觀的態度，面對世界性的經濟波動和環境的變遷，早已練成了一身的好武藝，懷着勇者無懼的鬥志擊退黑暗，開創光明的前景。 |      |
| 第7幕：祥龍獻瑞 配樂：Happy Valley （馬照跑） 演奏：陳美（Vanessa Mae） | 20:16:54-20:20:16 | 正所謂「馬照跑，舞照跳」。香港回歸祖國後，在一國兩制下，香港的社會仍然持續繁榮。璀璨奪目的「旋龍」在夜空盤旋，寓意香港貨如輪轉，生生不息的繁華景象。活潑跳脫的「拉手」，就像手牽手穿梭維港夜空，就像香港人手牽手一起共度春節，發揮同舟共濟，互助互愛的精神，一起迎接未來各種新機遇。 |      |
| 第8幕：炮聲「龍龍」 配樂：大峽谷 演奏：女子十二樂坊                     | 20:20:21-20:23:03 | 一連串的「彩色波浪」及「禮炮」將煙花滙演帶入尾聲。這一幕一連串大量發放「五片花」、「金柳」、「游星」及「錦冠」等煙花，全部傾巢而出，將煙花滙演的氣氛推上高峰。在煙花滙演最後50秒，維港上空將會變成萬彩四射的大銀幕，尾段發放的「時雨錦冠帶遊蹤」配合高密度的「禮炮」，打造出震撼人心的場面。這些五光十色的煙花及震耳欲聾的禮炮響聲，就可以為市民打打氣，祝願香港在龍年繼續進步，事事順利，心想事成。                 |      |

### 2013年
2013年的賀歲煙花匯演名為「癸巳年農曆新年煙花匯演」，以「新春新氣象　新年新希望」為題，並加入激光音樂匯演，於2013年2月11日星期一香港時間20:00於維多利亞港上空舉行。是次賀歲煙花匯演由香港中華出入口商會及香港海南商會聯合贊助，耗資800萬港元，由3艘躉船發放共23,888枚煙花彈，共分8幕，歷時23分鐘06秒。
| 幕次                                                    | 時間              | 內容介紹 | 備註 |
| 第1幕：錦繡前程多歡笑 配樂：財神到 原唱：許冠傑         | 20:00:00-20:02:16 | 第一幕參照「財神到」的歌詞：「朝晚多多歡笑錦繡前程」冠名。歌詞中有三金句：「財神到，好心有好報」，讚美港人行善之心；「財神到，揾錢依正路」，道出港人生財從正道，廉潔不阿；「財神到，朝晚多多歡笑錦繡前程」，鼓勵人生樂觀，萬事如意，事事順利！ 這三句是香港精神所在，憑歌寄意，配以發放8秒大密度煙花展開序幕。緊接首財神大灑「金元寶」，儆醒揾錢行正路；在五光十色的「五片花」、「花冠」綻放後，天空再打出「8字柳環」。花團錦簇，比喻錦繡前程；「8字柳環」增添了吉祥之意。 這一幕最後10秒又再以大密度的「大響雷」作結尾，維港兩岸，鏗鏘作響，寓意我們決心堅持繼續發揚香港精神！ |      |
| 第2幕：家家團圓樂陶陶 配樂：年節時景 原唱：張明敏       | 20:02:20-20:04:40 | 第二幕是以「年節時景」歌詞中：「家家團圓樂陶陶」冠名。歌詞中：「新年到呀新年到，貼春聯蒸年糕，左麟右鳯多熱鬧見面恭喜新年好，穿新衣戴新帽迎財神也拜爐灶，有打鼓也有吹砲」充份描繪出大街小巷熱鬧的景象。憑歌寄意，我們盼望社會安定繁榮家家戶戶平安、家庭幸福樂盈盈。 這一幕以春暖花開滿大地，盛放的「銀旋花」及「七色花瓣」伴隨著「咚咚咚咚咚咚鏘...」鑼鼓聲在天空中翩翩地飛舞。猶如家家團圓，人人載歌載舞的歡樂景象。 |      |
| 第3幕：財運亨通揚四海 配樂：恭喜發財 原唱：劉德華       | 20:04:44-20:07:20 | 「財運亨通揚四海」是「恭喜發財」原歌詞的綜合句。原歌詞：「生意揚名四海，財運亨通住豪宅」。香港位居全球金融中心的重要地位，這一幕以「紫色、紅色、綠色煙花」比喻不同國家的商人，貿易交流，生意興隆通四海。 這一幕有金蛇於維港上空及海面、由左至右、右到左循環飛舞。祝願「大家笑口常開用心把愛去灌溉」，社會各界生財取之正道，人人財運亨通！ |      |
| 第4幕：喜氣洋洋賀新年 配樂：Happy New Year 原唱：ABBA   | 20:07:22-20:10:13 | 煙花綻開伴著ABBA的「Happy New Year」新年歌聲：「......清晨看來，與昨天不一樣，讓我們一起說Happy New Year！Happy New Year！願我們現在和過去的幻夢成真。」憑歌寄意，我們盼望蛇年出現新年新景象。 農曆新年乃是中國人最大的節日。香港位居世界中樞，各國旅客雲集一齊歡渡佳節。這一幕以「牡丹花」、「金色鬱金香」、「彩色波菊」、「蝴蝶蘭」及「雙托菊花」爭艷鬥麗，奔放盛開，比喻中外萬民「喜氣洋洋賀新年」展示一番熙來攘往熱鬧的景象。 |      |
| 第5幕：載歌載舞慶昇平 配樂：Gangnam Style 原唱：PSY     | 20:10:19-20:12:32 | 第五幕背景音樂為「江南Style」。此江南非指中國的江南，乃指韓國首都首爾的江南區。歌手PSY在音樂影片中模仿騎馬動作跳舞，由於旋律活潑、節奏激烈，歌舞風靡全球。聯合國秘書長譽「騎馬舞」可推動世界和平，此幕據此而冠名。 我們憑「騎馬舞」聯想到香港回歸前名句「馬照跑、舞照跳」，特意挑選這首名歌，以表示堅決維護一國兩制，港人治港，促進社會繁榮安定。 這一幕，「銀慧星」煙花跟隨著音樂節奏起舞，比作騎馬一樣，一踏一戈，「紅的、綠的、藍的金遊星」及「棕櫚樹」騰飛起舞。寓意「馬照跑、舞照跳」這種自由精神，香港的特色，風姿綽約奇蹟地舞動著。 |      |
| 第6幕：相親相愛福臨門 配樂：相親相愛 原唱：群星         | 20:12:35-20:16:38 | 第六幕冠名緣於「相親相愛」歌詞：「天下相親與相愛，動身千里外心自成一脈；今夜萬家燈火時，或許隔窗外夢中佳景在......。」 這一幕以「花束」在低空發放，襯托著「愛心」與「和平鴿」，以紅色，綠色及金黃色展示，雙雙起舞。 家和萬事興，我們要藉此傳達的信息是「相親相愛的一家人，為家人為自己為香港的美好打拼......夢朝著同一個方向創......我願意敞開最真的懷抱......就算觀念不同不必激動」，我們相信，相親相愛，和睦共處，福氣當會臨門。 |      |
| 第7幕：歡樂今宵接財神 配樂：Nessun Dorma 原唱：帕華洛帝 | 20:16:41-20:19:30 | Nessun dorma是一部被公認為【中國題材歌劇】，由男角卡拉夫王子演唱，訴說杜蘭朵公主為要拒絕仇敵韃靼王子的婚約，要全城徹夜不睡，在天亮前替她找出王子的名字。歌曲的原意為「不讓人入睡」，或「公主徹夜未眠」。最終公主冰冷、充滿仇恨的心被王子真愛熔化，卡拉夫王子再獲勝，獲得美人歸。 這首古典歌劇作品是著名男高音帕華洛帝（LucianoPavarotti）的經典金曲。大會挑選這部歌劇，乃是由於原作者普契尼仿效中國的五聲音階古調，並對中國音樂素材歌曲旋律等的巧妙運用，使人聽後倍感親切。並藉此故事，傳達「放下仇恨，放下成見。」迎接財神，共享雙贏。 這一幕以強烈的音樂感染力，綿綿不絕的樂句敲打著聽者的心坎，萬眾抱著徹夜不眠，心跳隨著煙花奔射的節奏加速跳動。百花競艷，「花冠」、「大麗花」、氣勢如虹的「大紅花」，再推至小高潮的「錦冠」、「金帶」、「金錢滿地」及至最後18秒打出萬千星輝的「金錦冠」，大家歡歡樂樂接財神，共渡今宵。 |      |
| 第8幕：煙花熠熠耀香江 配樂：Firework 原唱：Katy Perry   | 20:19:33-20:23:06 | 第八幕是匯演的壓軸高潮，以FireWorks歌詞寄意：「仍有機會再等待著你，就是你心中的那朵希望之火，你只需要將它點燃，那道光，讓它照耀......。你就是夜空裡的花火，放膽做，給大家點顏色瞧瞧，向大家展現你的能力吧，讓大家為你歡呼！」藉此共勉，互相激勵。 這一幕，「紅穿梭」及「大花芯」以驚濤泊岸般在夜空奔放湧現。「銀旋轉」及「雙托花瓣」代表多姿多彩的豐盛人生，在「鐵樹」、「蝴蝶」、「拉手」中起舞。 煙花匯演進入高潮，最後30秒高速，轟天雷響的煙花綻放聲在維港兩岸熠熠發光照亮維港夜晚海空......。比喻人生充滿希望，祝願香港市民及在港渡歲的遊客，新年進步，憑努力，展才能，心想事成！ |      |

### 2014年
2014年的賀歲煙花匯演主題為「莎莎馬年呈獻：『美麗綻放煙花大匯演』」，於2014年2月1日星期六香港時間20:00於維多利亞港上空舉行。是次煙花匯演由莎莎化妝品有限公司贊助，耗資800萬港元，由4艘躉船發放共31888枚煙花彈，共分8幕，歷時23分鐘08秒。
| 幕次                                                                          | 時間              | 內容介紹 | 備註 |
| 第1幕：美麗綻放賀新春 配樂：Wonderland 演奏：Maksim                           | 20:00:00-20:03:35 | 由一連串「加上添花」及「千個春雷」，為煙花匯演揭開序幕。「桃花」、「紅唇」在空中綻放，第一幕有很多的愛，祝願大家與身邊的人在新一年都會甜甜蜜蜜。還有「紅蝴蝶」和「金蝴蝶」隨後翩翩起舞，代表迎春的喜悅。                           |      |
| 第2幕：終生美麗喜滿盈 配樂：龍的傳人 原唱：王力宏                             | 20:03:40-20:05:45 | 第二幕突顯中國的傳統，發放「網狀彗星燭光」、「銀旋龍」，比喻團結就是力量。寓意新的一年大家可以齊心協力，共建更美好的香港。 |      |
| 第3幕：和平仁愛遍大地 配樂：Great Canyon（大峽谷） 演奏：女子十二樂坊         | 20:05:50-20:08:58 | 第三幕是將希望由天上的祝福帶到陸地給大家，發放「紅、金、綠、橙、銀及彩色閃瀑布」，特點是閃爍的時間特別長，所以瀑布可以由天空一直飄到水面。就是比喻愛可以遍佈每一個角落，大家可以趁着這一個機會，在2014年向身邊的人說「愛你一世」。 |      |
| 第4幕：笑口常開喜迎春 配樂：祝福你 原唱：華納群星                             | 20:09:03-20:11:12 | 第四幕在高空中發放大吉大利的「吉字」、紅色的「8字」及一個個「金元寶」，將祝福送到大家的手上。祝願市民在新的一年笑口常開，事事稱心如意。                                                                                            |      |
| 第5幕：上下同心迎未來 配樂：Victory 演奏：BOND                                | 20:11:16-20:14:38 | 「鐵樹」及「棕櫚樹」寓意着新的一年大家都可以同心一致。在第五幕完結前，高空會出現「金錢滿地」的景象，屆時整個維多利亞港都會染成金色。                                                                                               |      |
| 第6幕：財星高照徹雲霄 配樂：We Will Rock You 原唱：Queen + Paul Rodgers       | 20:14:43-20:16:39 | 四艘躉船在第六幕發放「七彩大花」及「冠霞冠草」，同時高空中亦會出現「金、綠、藍及紅色浮星」。襯托着迷人的香港夜景，祝願各位在新的一年繼續為香港群策群力。                                                                           |      |
| 第7幕：紅日光照志氣高 配樂：紅日 原唱：李克勤                                 | 20:16:45-20:19:42 | 首度在維港上空盛放着「閃爍變幻的宇宙」，第七幕的感覺可以說是既神秘又美麗。在尾段的10秒，還會連環發放氣勢十足澎湃的「紅心帶柳絮環」。寓意着新春來臨，香港會有更好的希望，可以平穩發展，社會繁榮安定。                               |      |
| 第8幕：一馬當先聲威振 配樂：William Tell Overture Finale 演奏：香港小交響樂團 | 20:19:48-20:23:08 | 最後一幕為了迎接馬年，在高空會出現「銀色馬蹄U形」和「銀色馬尾」煙花，之後還會出現兩次「WIN」英文字樣的煙花，寓意大家由年頭行運到年尾。尾聲還會有長達一公里的煙花銀幕，再次祝願香港在新的一年龍馬精神，馬年行大運。                 |      |

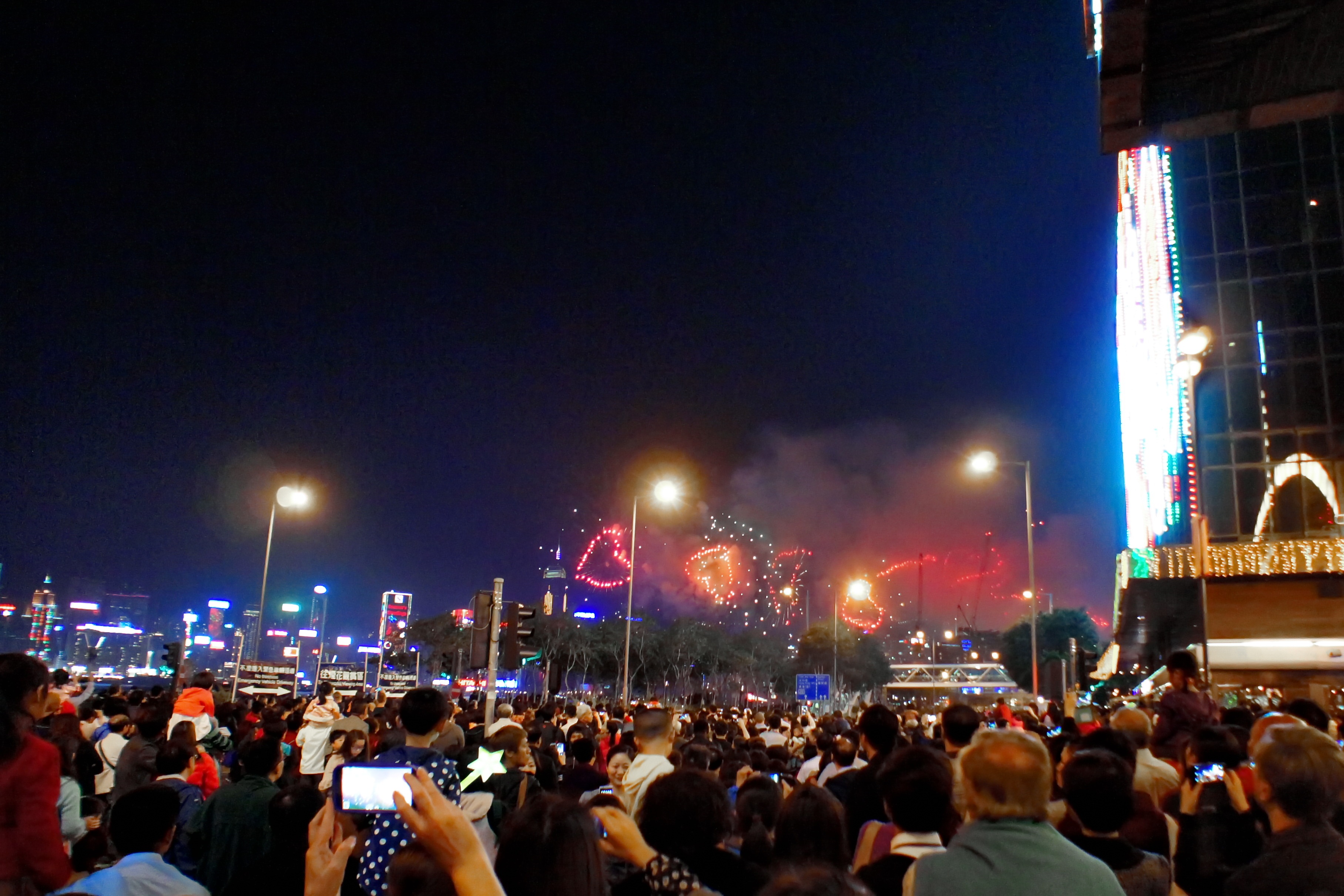
2014年賀歲煙花匯演第七幕「心形」煙花（於2014年2月1日20時18分在尖沙咀梳士巴利道與麼地里交界，帝國中心外拍攝。）

### 2015年
2015羊年賀歲煙花匯演名為「理文造紙萬事勝意煙花大匯演」，於2015年2月20日星期五香港時間20:00於維多利亞港上空舉行。本次煙花匯演是10年後再次由理文造紙有限公司贊助，耗資約800萬港元，由3艘躉船發放共23,888枚煙花彈，共分9幕，歷時23分鐘。
| 幕次                                                               | 時間              | 內容介紹 | 備註 |
| 第1幕：恭喜發財 配樂：恭喜發財 原唱：劉德華                        | 20:00:00-20:02:04 | 開首15秒發放「金、銀旋風」及「錦冠」為煙花匯演揭開序幕。高空首次出現紅色的「春」字，寓意着新年伊始，萬象更新。高空中更綻放七彩的花卉圖案，為新春煙花打響頭炮。正所謂一年之計在於春，第一幕正好寓意迎春接福，迎接新一年的到來。祝願市民大吉大利，財源滾滾。 |      |
| 第2幕：三羊啟泰 配樂：喜氣洋洋 原唱：星煥群星                      | 20:02:09-20:04:42 | 第二幕配合是年為羊年，高空首次出現紅色的「羊」字，祝願香港市民事事順景。背景還會襯托着「八環金菊花地雷」，可以說是震撼感十足，希望大家都可以感受到新年的愉快氣氛。再加上「中國大禮炮」及「金冠」等煙花發放，喜迎羊年的到來。                               |      |
| 第3幕：天長地久 配樂：天梯 原唱：C AllStar                         | 20:04:47-20:07:03 | 第三幕發放「蒲公英」及「花冠」等煙花圖案，繼續延續2月14日西方情人節的浪漫感覺，亦希望未有情侶的人士可以在將臨的元宵佳節找到愛侶，並且寓意所有的愛情都可以長長久久。祝福有情人終成眷屬，永遠幸福快樂。                                                      |      |
| 第4幕：繁華璀璨 配樂：Kowloon Hong Kong 原唱：潘迪華               | 20:07:06-20:09:51 | 第四幕希望大家跳入時光隧道，感受一下六十年代香港街頭巷尾的繁華璀璨。第四幕亦展望將來，希望香港更加繁榮。「花冠」、「彩色閃爍」、「大紅大紫牡丹」、「閃波柳」等煙花就如霓虹燈一樣，照亮香港。                                                               |      |
| 第5幕：團團圓圓 配樂：Moon Trance 演奏：Lindsey Stirling           | 20:09:54-20:12:27 | 第五幕高空盛放着色彩繽紛的「檸檬黃、藍及綠小花」，希望將所有正能量發放給全港市民，同時祝福所有的家庭在新春佳節都可以團團圓圓。 |      |
| 第6幕：愛．回家 配樂：擁抱愛 （愛．回家電視劇主題曲） 原唱：鄭欣宜 | 20:12:31-20:14:26 | 第六幕主要圍繞着「家」。高空盛放「雙紅心」、「蝶形領結」、「紅椰子樹」、「半紅半藍菊」等煙花圖案，寓意把「愛」發放到世界每一個角落，希望大家可以將這一份「愛」帶回家中，與最親密的家人分享。                                                               |      |
| 第7幕：家是香港 配樂：同舟之情 原唱：張學友、陳奕迅                | 20:14:30-20:17:10 | 第七幕在高空中首次出現紅色的「和」字，希望帶出祥和的信息，凝聚力量，展示出「香港是我家」的主題。第七幕亦會出現幸運的「8」字，祝願大家在羊年都幸福無限。 |      |
| 第8幕：良辰吉日 配樂：大日子 原唱：陳慧琳                          | 20:17:13-20:19:45 | 第八幕在高空展現象徵吉祥的「吉」字，充滿着視覺效果，亦相當好兆頭。第八幕節奏非常熱鬧，襯托着漫天彩色的「閃爍」、「水波菊」、「雙色炸響」等煙花，讓我們一起慶祝農曆新年這個大日子。                                                                         |      |
| 第9幕：桃李滿門 配樂：越唱越強 原唱：容祖兒                        | 20:19:48-20:23:06 | 「炮竹一聲除舊歲，桃符萬戶慶新春」。壓軸的一幕氣勢是一時無兩。隨着節奏，「瀑布尾」、「銀大麗冠」、「千個桃花」、「大響炮」、「哨聲」等煙花在上空連環爆發，氣氛將會越來越高漲。相信第九幕可以為繁忙的都市增添色彩，祝願新一年香港欣欣向榮，喜氣洋洋。       |      |

### 2016年
2016猴年賀歲煙花匯演名為「『欣賞香港　璀璨展關懷』丙申年煙花匯演」，並以「欣賞香港　璀璨展關懷」為題，於2016年2月9日星期二香港時間 20:00 於維多利亞港上空舉行。是次煙花匯演由香港中華廠商聯合會贊助，耗資800萬港元，並由3艘躉船發放共23888枚煙花彈。共分8幕，歷時23分鐘。。
| 幕次                                                                               | 時間              | 內容介紹 | 備註 |
| 第1幕：年年歡樂 配樂：喜氣洋洋 原唱：星煥群星                                      | 20:00:00-20:02:50 | 首幕以持續8秒由空中向維港大灑「金錢滿地」，為丙申猴年展開繽紛的序幕。高空綻放「紅色『8』字帶柳絮」，祝願大家年年歡樂，天天發財，金玉滿堂。 |      |
| 第2幕：靈猴獻歲 配樂：高高在下 （齊天大聖孫悟空電視劇主題曲） 原唱：張衛健、劉德華 | 20:02:51-20:06:20 | 以無數個笑逐顏開的「靈猴笑臉」恭賀市民猴年行大運，猴運當頭。 |      |
| 第3幕：花好月圓 配樂：花好月圓 （中樂歌曲）                                        | 20:06:23-20:08:35 | 滿天「銀旋花」、「金黃拉手花」及「大紅花」爭妍鬥艷，充滿天倫之樂的氣氛。第三幕象徵着農曆新年來到，開始踏入春天。春滿花開，百花齊放，亦代表着香港各行各業皆興盛。 |      |
| 第4幕：星夢童話 配樂：童話 原唱：光良                                              | 20:08:41-20:12:43 | 高高掛在半空的「金閃垂楊柳」，金光閃閃，仿如一棵棵的愛情樹。「蝴蝶」、「蜻蜓」翩翩起舞，充滿浪漫詩意，大家不妨摟着愛人一起觀看。 |      |
| 第5幕：月之戀人 配樂：Fly me to The Moon 原唱：Frank Sinatra                       | 20:12:44-20:15:10 | 滿天紅色、金色、綠色「閃爍星光」配合「紅環金色領結」，呼應新春後的西方情人節及元宵佳節，願有情人終成眷屬。 |      |
| 第6幕：開心假期 配樂：T.G.I.F 原唱：Twins                                          | 20:15:15-20:18:37 | 「T.G.I.F.」是「Thank God it's Friday」的英文縮寫，一周辛勞後，終於放假了。「水母金球」、「半紅半綠」、「半紫半金」代表香港人勤奮工作之餘亦懂得享受人生。 |      |
| 第7幕：關愛社群 配樂：香港中華廠商聯合會會歌                                       | 20:18:38-20:20:37 | 香港中華廠商聯合會有八十多年歷史，秉持「取諸社會，用諸社會」的宗旨。是次煙花匯演既慶祝香港工展會五十屆金禧之喜，亦響應政府的「欣賞香港」運動。「幻彩球」滿佈天空，象徵着香港這個多元社會各方面皆有超卓的成就。「金柳紅心」象徵互助互愛，表達關愛社群的愛心，發放更多正能量，一起創造更美好的香港。 |      |
| 第8幕：欣賞香港 配樂：Shanghai Knights                                             | 20:20:40-20:23:00 | 長達30秒密集式發放「銀冠」、「錦冠」及「紅藍大麗錦尾」，火樹銀花，燦爛奪目，並以大禮炮結束匯演，體現香港這個美麗，充滿活力和關愛的城市非常值得大家欣賞。 |      |

### 2017年
2017丁酉雞年賀歲煙花匯演命名為「譽滿香江煙花大匯演」，本次煙花匯演是由喜運佳·譽一鐘錶贊助。於2017年1月29日星期日香港時間20:00於維多利亞港上空舉行，耗資約800萬港元，共分8幕，歷時23分鐘，由3艘躉船發放共23,888枚煙花彈。
| 幕次                                                                              | 時間              | 內容介紹 | 備註 |
| 第1幕：金雞報喜廿載情 配樂：Alice Through the Looking Glass （Danny Elfman 作品） | 20:00:00-20:02:30 | 祝賀香港回歸祖國20周年，首十秒煙花密集發放以拉開序幕。及後「20」數字圖案煙花，與一個個「圓形環」、「立體環」、「煲呔環」、「雜色環」等煙花在維港上空交錯，營造出時光隧道效果，讓市民一起細味與家人和朋友共同走過的廿載情。                                                                  |      |
| 第2幕：歡樂年年 配樂：歡樂年年 原唱：劇集《新抱喜相逢》演員                       | 20:02:38-20:04:34 | 家喻戶曉的賀年歌曲襯托下，「紅色『8』字柳絮環」以及108個「金元寶」，祝願市民雞年豐收，人人和睦互愛。 |      |
| 第3幕：煙花能量 配樂：Firework 原唱：Katy Perry                                   | 20:04:43-20:08:29 | 第三幕充滿澎湃的節奏及力量，「大花冠銀柳」、「寶藍星」等煙花在空中綻放，熱情而且非常奔放。第三幕希望透過煙花將正能量帶給全港市民，一同期待新春新開始，一元復始，萬象更新。 |      |
| 第4幕：四喜臨門喜迎春 配樂：四喜臨門喜迎春 原唱：Twins、Boy'z                     | 20:08:38-20:10:57 | 第四幕綻放九次紅色「吉」字煙花，寓意金雞報喜，大吉大利，長長久久。繼而有「閃爍瀑布」及「紅、綠、銀飄絮」，再大灑「金沙」結尾，祝願紫氣東來，新年發大財。 |      |
| 第5幕：快樂泉 配樂：Happy 原唱：Pharrell Williams                                 | 20:11:04-20:14:18 | 第五幕在高空綻放「心型笑臉」，旁邊有「小魚」及「水母」快樂地跳躍和舞動，其實快樂就是這麼簡單。 |      |
| 第6幕：花花宇宙 配樂：花花宇宙 原唱：陳慧琳                                       | 20:14:27-20:17:21 | 第六幕是煙花匯演的焦點之一。「紫色土星環」、「銀環紅拉手」、「雜色閃爍菊」圖案高掛夜空，仿如全星球慶祝金雞年蒞臨。 |      |
| 第7幕：感恩之心 配樂：Treasure 原唱：Bruno Mars                                   | 20:17:28-20:20:07 | 第七幕以「紅心形」及「紅銀閃爍」打開每位市民的心窗，祝願天下有情人終成眷屬，珍惜眼前人，共享此良辰美景。 |      |
| 第8幕：每一個明天 配樂：每一個明天 原唱：陳奕迅                                   | 20:20:16-20:23:00 | 壓軸一幕以密集煙花綻放營造排山倒海的氣勢，將煙花匯演推向高潮。「彩色半球」、「變換球」等形形色色的煙花圖案在最後30秒內密集爆發而出，形成紫嫣紅、七彩繽紛的壯觀場面。在發放力量與歡樂的同時祝願香港年輕一代以無限活力及燦爛光芒帶領香港繼續向前，祝願香港安定繁榮，人民身體健康，家庭和睦。 |      |

警方估計當日共有28萬6千人於維多利亞港兩岸欣賞，然而由於當日大霧，致使市民批評視覺效果未如理想。

### 2018年 （取消）
2018戊戌狗年賀歲煙花匯演原定於2018年2月17日星期六香港時間20:00於維多利亞港上空舉行，但因2018年2月10日在大埔公路發生嚴重巴士翻側意外，造成大量傷亡，同时由於意外後的第七天正值年初二（實為第八天），是死難者的「頭七」。香港行政長官林鄭月娥在跨黨派議員提出或要求取消本年度賀歲煙花匯演後，特首表示「聽得到或感受到這個建議或許得到社會廣泛認同」，為了哀悼遇難者及顧及社會大眾情緒，故在2月12日下午宣佈取消本年度煙花匯演，而取消煙花匯演一事獲得贊助機構其士國際集團有限公司支持及配合，節省來的金錢約100萬元，捐出給死傷者家屬。另外，政府宣布取消煙花匯演後，旅發局接獲不少旅客查詢有關情況。
然而，部分市民及立法會議員如胡志偉、梁美芬認為政府顧慮取消年初二常態煙花匯演的建議上，難以拿捏。香港旅遊發展局主席林建岳憂慮取消香港新春花車巡遊會令旅客失望，稱「取消要向全球旅客解釋」。另外，有網民指香港每日都有人死亡，取消煙花也不能改變現實。他們認為，取消煙花的做法不但浪費籌辦煙花的人力物力，也如同要所有香港市民陪同死者家屬一同哀悼逝者般，對市民並不公平。
原定本年度賀歲煙花匯演是其士國際集團有限公司相隔25年後再次贊助，耗資約880萬港元，共分8幕，歷時23分鐘，由3艘躉船中間加入4艘浮船發放共28,999枚煙花彈。賀歲煙花匯演原定會採用一系列具新春元素的圖案，如代表財源滾滾來的「金元寶」，為迎合狗年而首次設計的「狗仔頭」，以及運用七巧板元素。
康樂及文化事務署其後表示，因煙花已開封的關係，其穩定性受影響而不能留作日後使用，故該署在考慮公眾安全的前提下，決定於2月17日早上7時在大鴉洲銷毀全數28,999枚，總重量約為5噸的煙花。
以下列出原定會演出，但已經取消的該年度賀歲煙花匯演內容。
| 幕次 | 時間              | 內容介紹 | 備註 |
| 第1幕：萬眾同歡 配樂：喜氣洋洋 原唱：謝安琪、許廷鏗、鍾嘉欣、鄭欣宜、吳若希、胡鴻钧、樂 瞳、Super Girls | 20:00:00-20:03:18 | 在一片喜氣洋洋的歌聲中襯托著「金元寶」、「紅色『8』字變櫻花」、「桃花綠葉」及「椰子心變千個桃花」，為其士集團萬眾同歡賀歲煙花大匯演展開璀璨的序幕。1000朵桃花在高空中飄逸，構成一幅燦爛的春節桃花綻放景象。                                                         |      |
| 第2幕：快樂歡騰 配樂：Samba 演奏：Bond                                                                  | 20:03:24-20:05:53 | 音樂及舞蹈是國際共通語言，隨着「銀哨叫聲」、「金波紅亂」、「銀冠帶游星」 在空中起舞，奪目的煙花在高空中跳著熱情的森巴舞，把香港的活力和中西文化融合的城市特色在舞蹈中展現。                                                                                         |      |
| 第3幕：逍遙自在 配樂：Empire of Angels （Sun） 演奏：Thomas Bergersen                                   | 20:05:58-20:08:34 | 看着「閃爍瀑布」傾瀉而下，心情頓時變得舒暢，開懷，彷彿天使在維多利亞港的夜空灑下「彩色閃粉」，讓大家在這音樂中洗滌心靈，忘卻繁囂。 |      |
| 第4幕：龍馬精神 配樂：Try （Kung Fu Panda 3 Theme Song） 原唱：Patrick Brasca、周杰倫                   | 20:08:40-20:11:32 | 中國功夫舉世聞名，第四幕以圓形煙花為主，就像可愛的國寶大熊貓，圓滾滾的身型打著功夫，鼓勵全民運動。祝願香港市民身體健康，龍馬精神。 |      |
| 第5幕：一家團圓 配樂：123新年好 原唱：三少、Crayon Pop                                                  | 20:11:39-20:14:36 | 新年新氣象，高空中綻放出代表今年生肖的「狗仔頭」、「桃紅心」、「粉紅水母」及「桃花朵朵」煙花。利用浮船與躉船，隨著音樂節拍營造煙花追逐效果。祝願今年人人快樂，愛無限。                                                                                              |      |
| 第6幕：星光燦爛 配樂：A Sky Full of Stars 演奏：Coldplay                                                | 20:14:42-20:17:22 | 今年農曆新年正值於西方情人節及中國元宵節之間，今晚讓我們一起抬頭仰望煙花絢爛的夜空，在各種「繁星閃耀」中，藉此祝福天下有情人終成眷屬，永結同心。 |      |
| 第7幕：勝利人生 配樂：唱這歌 原唱：郭富城                                                               | 20:17:28-20:20:25 | 隨著強勁的音樂節拍，配合重點的環形煙花，如有「錦冠加閃交替杯」、「紅黃白立體環」、「紅黃綠立體環」，加上「燭光」釋出「V」形圖案，比喻人生總會幾經高低起跌，但相信堅持理想及團結一致就能活出精彩人生，靠著信心和家人、朋友互相支持，緊扣一起，必定可以活出勝利人生。 |      |
| 第8幕：共創未來 配樂：阿拉瑪序曲 演奏：Tokyo Kosei Wind Orchestra                                       | 20:20:33-20:23:03 | 香港是擁有全球最完善規劃的城市之一，從「點線面」概念開始，用簡單的七巧板完素，煙花組成一個個「方形」、「三角形」的2D幾何圖案，最後構成3D「立方體」煙花。香港的大型建設與時並進，為大眾市民建構一個更美好的香港。最後30秒煙花傾巢而出，震撼維港兩岸。                |      |

### 2019年
2019己亥豬年賀歲煙花匯演命名為「世茂集團獨家呈獻　香港友好協進會　己亥年農曆新春煙花匯演暨三十周年會慶」。本次煙花匯演是由世茂集團及香港友好協進會聯合贊助，最後一次於2019年2月6日星期三香港時間20:00於維多利亞港上空舉行，耗資約1000萬港元，共分8幕，歷時23分鐘，由3艘躉船發放共23,888枚煙花彈。
| 幕次                                                                                       | 時間              | 內容介紹 | 備註 |
| 第1幕：歡樂年年 配樂：歡樂年年 原唱：劇集《愛·回家之開心速遞》演員                         | 20:00:00-20:02:34 | 首十秒煙花密集發放恭祝大家新年快樂，接着在夜空打出象徵財源廣進的「金元寶」及帶來好兆頭的「8」字煙花圖案，慶祝農曆新年來臨﹐祝願香港市民新春發大財，豬籠入水，香港各行各業起飛。                                             |      |
| 第2幕：豬年大吉 配樂：仲有最靚嘅豬腩肉 原唱：香港童聲合唱天地 （原曲：莫扎特土耳其進行曲） | 20:02:38-20:03:31 | 「豬鼻」圖案配以本地原創動畫影片《麥兜故事》主題曲，再加上一個個「土星環」，令市民仿如置身豬仔星球中，祝願大家豬年大吉。 |      |
| 第3幕：成功在望 配樂：逐日 演奏：女子十二樂坊                                              | 20:03:35-20:05:25 | 第三幕以禮花彈營造追逐效果，不同的排列組合就好像小朋友在玩捉迷藏一樣，希望大家在新的一年訂立目標，保持信念，追尋自己夢想，相信大家一定會成功在望。                                                                          |      |
| 第4幕：When I Fall In Love 配樂：When I Fall In Love 原唱：Michael Bublé                   | 20:05:30-20:09:30 | 第四幕透過各種「閃爍瀑布」及「變幻球」煙花營造浪漫氣氛，祝各位在西方情人節甜甜蜜蜜。 |      |
| 第5幕：眉飛色舞 配樂：眉飛色舞Plus 原唱：鄭秀文、八三夭                                    | 20:09:31-20:12:35 | 隨着強勁的音樂節拍，再配合各種「游星」煙花，共同起舞，寓意豬年新開始，大家都可將一切煩惱拋開。 |      |
| 第6幕：勇攀高峰 配樂：獅子山上 原唱：許志安                                                | 20:12:41-20:16:00 | 人生道路未必一帆風順，縱使我們偶然遇上崎嶇，只要大家互助互愛，就好像「拉手」煙花在高空中呈現手拖手的形態，一起迎難而上，可以勇攀高峰。第六幕鼓勵大家就算遇到挫折，只要堅守信念，勇往直前，一定可以攀上人生高峰。            |      |
| 第7幕：團團圓圓 配樂：團團圓圓 原唱：SING女团                                              | 20:16:03-20:19:12 | 新年來臨，第七幕以煙花代表爆竹，加上各種不同類型的圓球禮花彈，就好像親朋戚友聚首一堂，一同歡度農曆新年。 |      |
| 第8幕：普天同慶 配樂：Kolibre （Maksim Mrvica 作品）                                       | 20:19:18-20:23:00 | 為慶祝中華人民共和國成立七十周年，第八幕將同一時間發放十個七吋「錦冠柳帶紫芯心」禮花彈，「錦冠柳帶紫芯心」是整場匯演中吋數最大的禮花彈，其中黃色的「錦冠柳」意寓孕育萬物的黃河，而紫色的「紫芯心」則意寓香港的標誌—紫荊花。 |      |

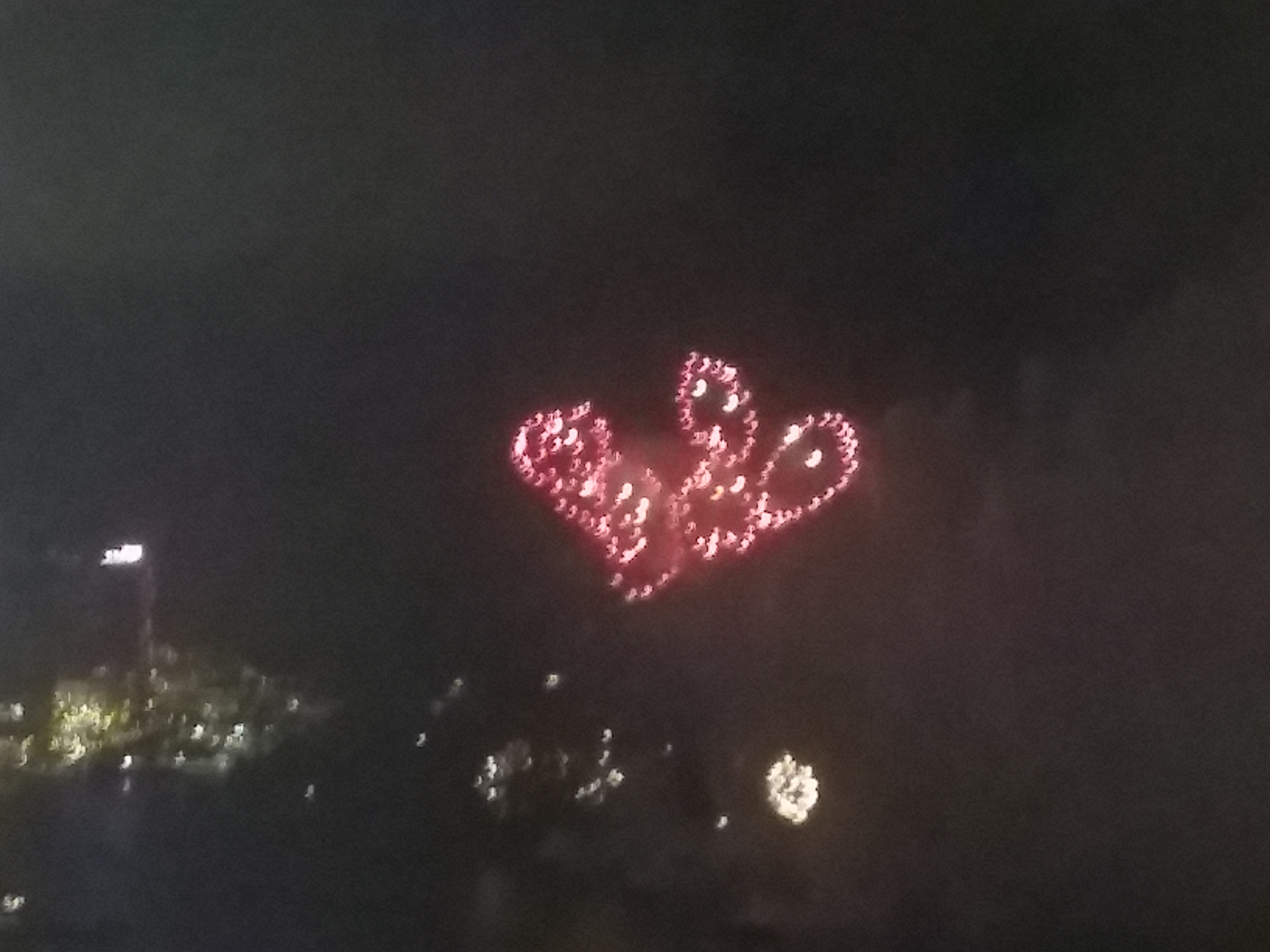
2019年香港賀歲煙花匯演第二幕「豬年大吉」的「豬鼻」煙花現場實景（20時03分01秒）

### 2020年–2023年（停辦）
- 2020年：鑑於香港在2019年下半年發生「反對逃犯條例修訂草案運動」所引發的連串抗議活動，港府為了安全起見，香港民政事務處宣布取消2020年1月26日（大年初二）鼠年賀歲煙花匯演，是繼2018年大埔公路交通事故後，第二次取消相關活動。另外，香港在2020年爆發首例2019冠狀病毒病，於是港府正式宣布取消所有香港農曆新年慶祝活動，乃是香港開埠而來首次取消農曆新年慶祝活動。
- 2021年：原定在2021年2月13日（大年初二）舉行的牛年賀歲煙花匯演，因為香港爆發第四波2019冠狀病毒病疫情，及沒有機構或企業願出錢贊助煙花匯演，令此年度新春盛典無法舉行。[22]
- 2022年：原定在2022年2月2日（大年初二）舉行的虎年賀歲煙花匯演，因為新冠肺炎疫情，限聚令仍然生效[23]；而香港於一月爆發第五波2019冠狀病毒病疫情，港府取消所有香港新春活動。

- 2023年：由於農曆新年煙花匯演一般需時兩至三個月籌辦，特區政府2023年1月才宣布放寬社交距離措施，因此康文署表示無法及時舉行大型煙花匯演，原訂在2023年1月23日（年初二）在維港舉行的兔年賀歲煙花匯演取消[24][25]。

### 2024年
2024年（甲辰年）龍年賀歲煙花匯演命名為「龍年百業旺 盛世中華強」煙花匯演。本次煙花匯演是由香港各界慶典委員會呈獻，並由香港政府文化體育及旅遊局統籌，於2024年2月11日（年初二）（星期日）香港時間晚上8時在維多利亞港上空舉行，共分8幕，歷時23分鐘。由3艘躉船發放共23,888枚煙花彈，耗資約1300萬港元。
| 幕次                                                        | 時間                | 內容介紹 | 備註 |
| 第1幕：龍騰虎躍 配樂：龍騰虎躍 演奏：中樂團                 | 20:00:00 - 20:02:18 | 一片響亮的鑼鼓聲為「龍年百業旺 盛世中華強」賀歲煙花匯演展開序幕。「龍蛋金棕櫚」在空中盤旋翻滾，寓意孕育一代又一代優秀龍的傳人。                                  |      |
| 第2幕：八星報喜賀賀喜 配樂：八星報喜賀賀喜 主唱：英皇群星   | 20:02:23 - 20:07:15 | 「金色8字」及「紅色8字變爆裂」的造型禮花彈，寓意財源滾滾。「五彩乾坤球」祝賀市民時來運轉，前途無限。                                                             |      |
| 第3幕：繁花似錦江南美 配樂：一路生花 主唱：周深、张韶涵     | 20:07:20 - 20:10:35 | 「魔法牡丹變時雨銀星尾」造型煙花在空中閃耀，「變色蝴蝶」及「金波變紅蝴蝶」循住煙花的光跡，祝願香港一路生花，華麗前行。                                           |      |
| 第4幕：家在香港 配樂：洋紫荊 主唱：許冠傑                   | 20:10:42 - 20:12:53 | 「紫鐵樹帶錦尾」寓意為香港帶來吉祥富貴，緊接著「金變菊變彩帶綠芯」以及「藍向日葵帶藍閃芯」造型煙花閃耀夜空，象徵著香港是一個多元文化交融的社會。                 |      |
| 第5幕：未來我來 配樂：未來我來 主唱：歐豪、白宇、魏晨、吴磊 | 20:13:00 - 20:14:53 | 「銀椰帶彩千輪星彩色小花」及「彩色千輪紅牡丹」美麗多變的造型煙花大放異彩，火樹銀花，寓意前路充滿希望。                                                           |      |
| 第6幕：我鍾意 配樂：我鍾意 主唱：炎明熹、魔動閃霸           | 20:15:00 - 20:17:23 | 「彩色變幻球螺旋」在夜空中升起，接著呈現最有愛的「笑臉」及「雙紅心」造型煙花，享受香港繁華都市的各種樂趣。                                                       |      |
| 第7幕：You Raise Me Up 配樂：You Raise Me Up 主唱：Westlife | 20:17:29 - 20:20:31 | 「銀色瀑布」以及「綠閃瀑布」造型煙花從天空傾瀉而下，隨後緊接著「橙閃」、「銀閃」以及「千輪彩特閃」造型煙花，寓意愛的光芒會繼續照亮人生更多可能。                 |      |
| 第8幕：豐收鑼鼓 配樂：豐收鑼鼓 演奏：蘇州民族管弦樂團       | 20:20:38 - 20:23:00 | 伴隨《豐收鑼鼓》的悠揚樂聲，甲辰龍年賀歲煙花匯演進入高潮，綻放「金元寶」及「千輪金雨」造型煙花。「特大錦冠」造型煙花在最後30秒密集式發放，將熱烈氣氛推至最高點。 |      |

### 2025年
2025年（乙巳蛇年）的賀歲煙花匯演主題為「金蛇迎春慶豐年」，為香港上海滙豐銀行慶祝其成立160週年所贊助的賀歲煙花匯演，於2025年1月30日（星期四）香港時間晚上8時在維多利亞港上空舉行，共分九幕，歷時23分鐘05秒，由三艘躉船發放23,888發煙花。適逢香港大熊貓盈盈、樂樂喜迎雙胞胎熊貓及中央政府送贈一對可愛的大熊貓可可及安安，這兩對熊貓今年是第一年在香港過農曆新年， 所以在第八幕會有彩色熊貓圖案煙花。
| 幕次                                                                            | 時間                | 內容介紹 | 備註 |
| 第1幕：一元復始 配樂：春节序曲 演奏：中國愛樂樂團                               | 20:00:00 - 20:02:25 | 在煙花匯演開始之時，大會以12秒的震撼式的場面和音樂為當晚節目揭開序幕，一元復始，萬象更新！隨著春天的到來，四處生機煥發。維多利亞港上空將會綻放出絢麗的「牡丹」、「菊花」和「穗花」等圖案，以及在高空閃現的幸運紅「８」字，祝願香港市民花開富貴，快樂滿足。                                                                           |      |
| 第2幕：花開富貴 配樂：恭喜發財 主唱：劉德華                                     | 20:02:30 - 20:05:29 | 伴隨著歌曲《恭喜發財》，天空降下「金元寶」，並以「大麗花」及「富貴花」作為襯托；形狀像金幣的「流星拉手」劃過夜空，祝福各位財源滾滾，代代平安。 |      |
| 第3幕：福蛇迎春 配樂：True Colors 主唱：Tom Odell                               | 20:05:34 - 20:07:53 | 仰望星空，憶起初心。悠揚的歌曲《True Colors》徐徐地打開「魔幻變色球」，寓意懷抱著真誠向未來作期盼，憑自信活出真我色彩，並以悠然自得的心情，好好欣賞沿途風景。 |      |
| 第4幕：家和年豐 配樂：共同家園 主唱：群星                                       | 20:07:58 - 20:11:10 | 四海一家，環環相扣。這一幕出現很多「環形煙花」與及「金色小花皇冠環」，象徵人與人之間的緊密連繫，同時亦象徵著香港作為「超級聯繫人」和「超級增值人」的重要角色。在絢爛的煙花襯托下，讓我們打開心窗，挽手同樂同聚到永久。 |      |
| 第5幕：盛演世界 配樂：Opening Up a World of Opportunity 演奏：Jean-Michel Jarre | 20:11:15 - 20:12:36 | 香港作為一個國際大舞台，這一幕在高空中綻放的大量「大紅色牡丹花」、「大銀光牡丹花」，以及「紅心形」煙花，見證著各方精英滙聚於此，在這個大舞台迸發璀璨光芒。這一幕煙花的背景音樂由法國著名電子音樂大師 Jean-Michel Jarre 特別創作的主題曲，突顯出本地銀行業與香港一起成長、共創新篇章的奮勵精神。                                      |      |
| 第6幕：心想事成 配樂：A Sky Full of Stars 主唱：酷玩樂團（Coldplay）            | 20:12:41 - 20:15:19 | 滿天繁星的煙花照亮維港各處；每一顆熾熱的心都充滿理想，鼓舞人們為之而奮鬥。當高空閃耀着「大閃爍」和「亮光流星」，讓我們一同許願，以期為所愛所想勉力前行，也盼望漫天流星引路，助我們達成願望。 |      |
| 第7幕：甜甜蜜蜜 配樂：花火 主唱：周深                                           | 20:15:24 - 20:18:10 | 有愛相伴，幸福滿溢。高空中綻放「半紅半綠」、「半銀半紫」的煙花，有如燈塔的光投射在並肩的戀人身上，洋溢濃濃愛意。這一刻，海洋中的「八爪魚」和「水母」煙花也在半空中游弋，為愛起舞；然後「大型皇冠」亦閃亮登場，為愛加冕。 |      |
| 第8幕：添福添喜 配樂：Rickshaw Chase 演奏：John Powell                          | 20:18:15 - 20:20:50 | 新生龍鳳胎及中國內地送給香港的一對大熊貓「安安」、「可可」首次在香港度歲。安樂定居的「盈盈」、「樂樂」和「家姐」、「細佬」和市民一樣一家團聚，共渡快樂時光。海港上空出現相親相愛一家人，每次六個可愛的「熊貓頭」煙花，背景也會襯托出竹葉的綠色及銀色的流光，把公園內快樂的熊貓景象投射到海港上空中。                                 |      |
| 第9幕：瑞蛇豐年 配樂：金蛇狂舞 演奏：國樂                                       | 20:20:55 - 20:23:06 | 最後一幕的煙花，以一首熱情洋溢、鬥志昂揚的樂曲《金蛇狂舞》大力牽動著觀眾的情緒，將煙花滙演推至最高潮。鏗鏘有力的鑼鼓聲，與海上煙花圖案的節拍互相呼應。「游星」煙花快速游動，宛如金蛇起舞，展現生龍活虎、欣欣向榮的振奮景象，繽紛耀眼的煙火令新春濃厚的節日氣氛再次升華。在此祝願國家繁榮昌盛，香港機遇無限，市民歲歲平安、豐足幸福！ |      |

## 相關
- 無綫電視除夕賀年節目
- 無綫電視大年初一賀年節目
- 香港新春花車巡遊
- 保良局周年慶典
- 澳門新春花車巡遊
- 澳門賀歲煙花匯演

### 內文引註
1. ↑  . 新京报. 2011-02-12  [2025-01-29]. （原始内容存档于2025-01-29）.
2. ↑   (PDF). 香港警務處. （原始内容存档 (PDF)于2016-01-08）. （页面存档备份，存于）
3. ↑  . 香港經濟日報. 2012-01-12  [2025-02-03].
4. ↑  . 眾新聞. 2018-05-26  [2023-02-01]. （原始内容存档于2021-06-29）.（页面存档备份，存于）
5. ↑  . 同文. 2024-05-02  [2025-01-29]. （原始内容存档于2025-01-29）.
6. ↑  . CUP. 2022-09-09  [2022-09-09]. （原始内容存档于2022-09-09）.（页面存档备份，存于）
7. 1 2 3 4 5  . 港識多史. 2018-02-17  [2025-01-29]. （原始内容存档于2025-01-29）.
8. ↑  . 明報. 2012年10月2日  [2012年10月2日]. （原始内容存档于2012年10月6日）. （页面存档备份，存于）
9. ↑  初二煙花靈猴獻歲 擺百席招待千名基層 （页面存档备份，存于），東方報業集團網站，2016年1月26日
10. ↑  年初二晚猴面煙花賀歲 廠商會邀基層食自助餐高官表演 （页面存档备份，存于），蘋果日報，2016年1月26日
11. ↑  . 蘋果日報. 2017-01-29  [2019-01-01]. （原始内容存档于2019-01-02）. （页面存档备份，存于）
12. ↑  . 蘋果日報. 2018-02-13  [2018-02-16]. （原始内容存档于2018-02-13）. （页面存档备份，存于）
13. ↑  . 明報. 2018-02-13  [2018-02-15]. （原始内容存档于2018-06-15）. （页面存档备份，存于）
14. ↑  . 星島日報. 2018-02-13  [2018-02-15]. （原始内容存档于2019-06-12）. （页面存档备份，存于）
15. 1 2  香港經濟日報HKET. . 香港經濟日報HKET.   [2025-01-30] （中文（繁體））.
16. ↑  . 香港01. 2018-02-11.
17. ↑  . 東方日報. 2018-02-14  [2018-02-14]. （原始内容存档于2019-06-26）. （页面存档备份，存于）
18. ↑  . 東方日報. 2018-02-15  [2018-02-18]. （原始内容存档于2019-06-17）. （页面存档备份，存于）
19. ↑  . 東網. 2018-02-17  [2018-02-18]. （原始内容存档于2019-06-12）. （页面存档备份，存于）
20. ↑  . 蘋果日報. 2018-02-18  [2018-02-18]. （原始内容存档于2019-06-10）. （页面存档备份，存于）
21. ↑  《初二賀歲煙花 加入「豬鼻」配《麥兜》音樂賀豬年 （页面存档备份，存于）》（頭條日報即時新聞，2019年1月21日16時54分）
22. ↑  林穎嫺. . 香港01. 2021-01-15  [2022-03-22].
23. ↑  林穎嫺. . 香港01. 2021-12-20  [2022-03-22].
24. ↑  . 橙新聞. 2022-12-20  [2023-01-06]. （原始内容存档于2023-01-06）. （页面存档备份，存于）
25. ↑  . 2022-12-20  [2022-12-21]. （原始内容存档于2022-12-21）. （页面存档备份，存于）
26. ↑  . 文匯報 (2024-01-31).   [2024-02-05]. （原始内容存档于2024-02-07）.
27. ↑  . 點新聞-dotdotnews.   [2025-01-30] （zh-Hans-HK）.

### 外部資源
- 《賀歲煙花多璀璨 當局開禁可贊》（明報，1990年1月26日，第17版，彩色世界，鍾河）
- 《本港由1967年起禁止放煙花爆竹》（香港無線電視新聞，2011年2月3日，方東昇）
- 《細說香港賀歲煙花歷史》（香港無線電視，《東張西望》，2011年2月4日）
- 《鏗鏘集：年年煙花燦爛》（香港電台電視部，2012年1月22日）